# Biserica fortificată din Meșendorf

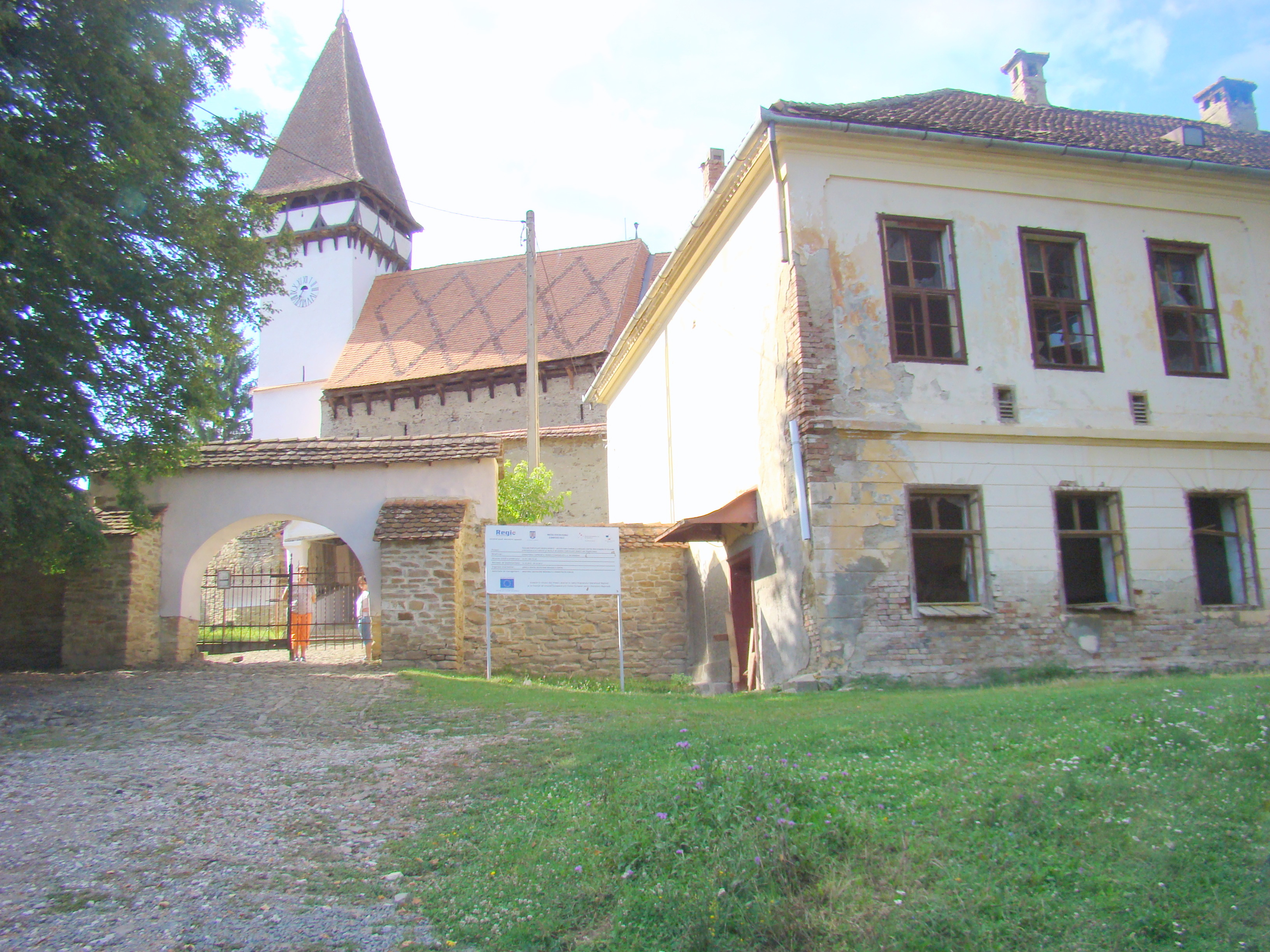
Ansamblul bisericii evanghelice fortificate, foto: august 2019.

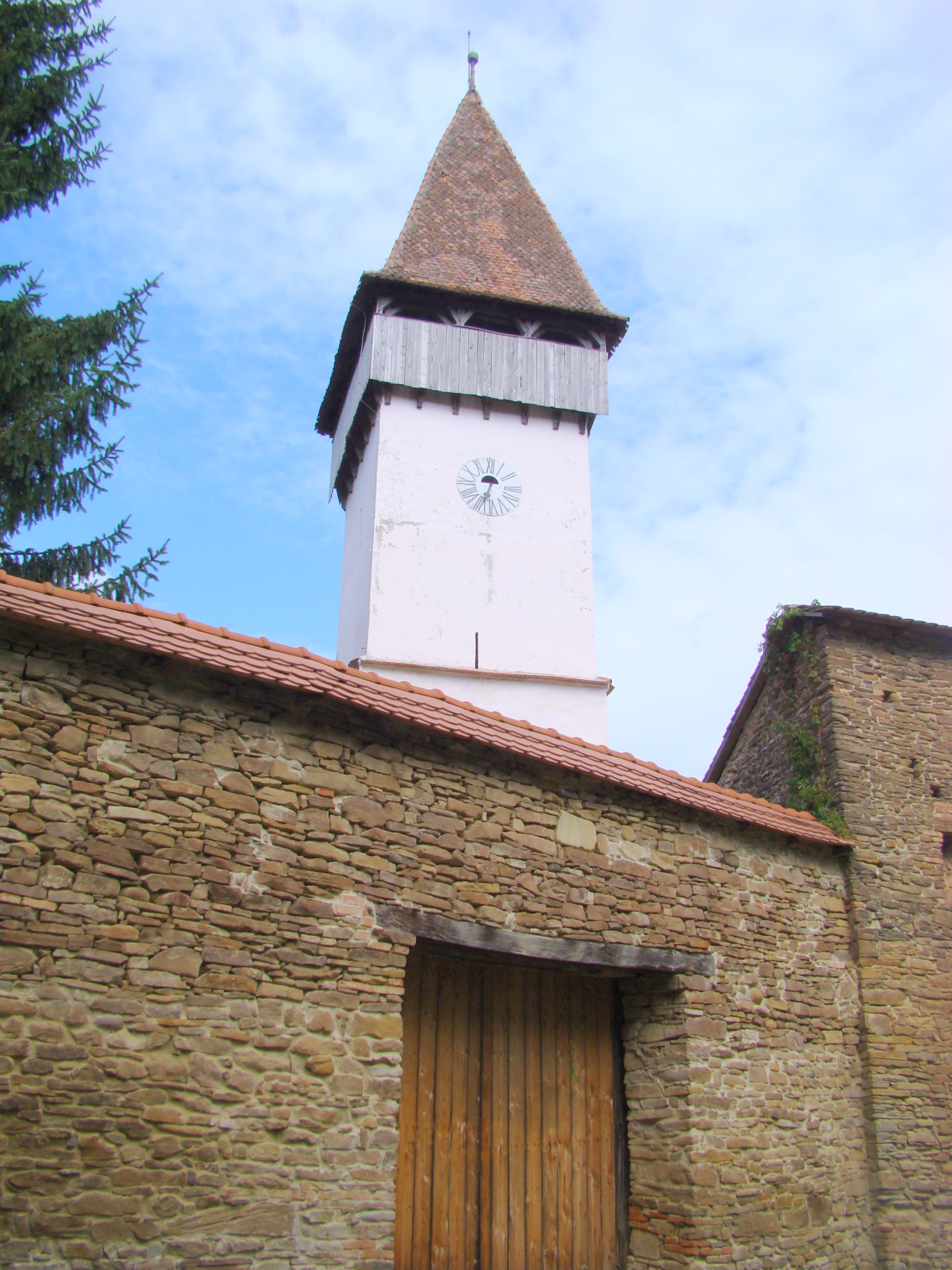
Turnul-clopotniță și o parte din fortificație

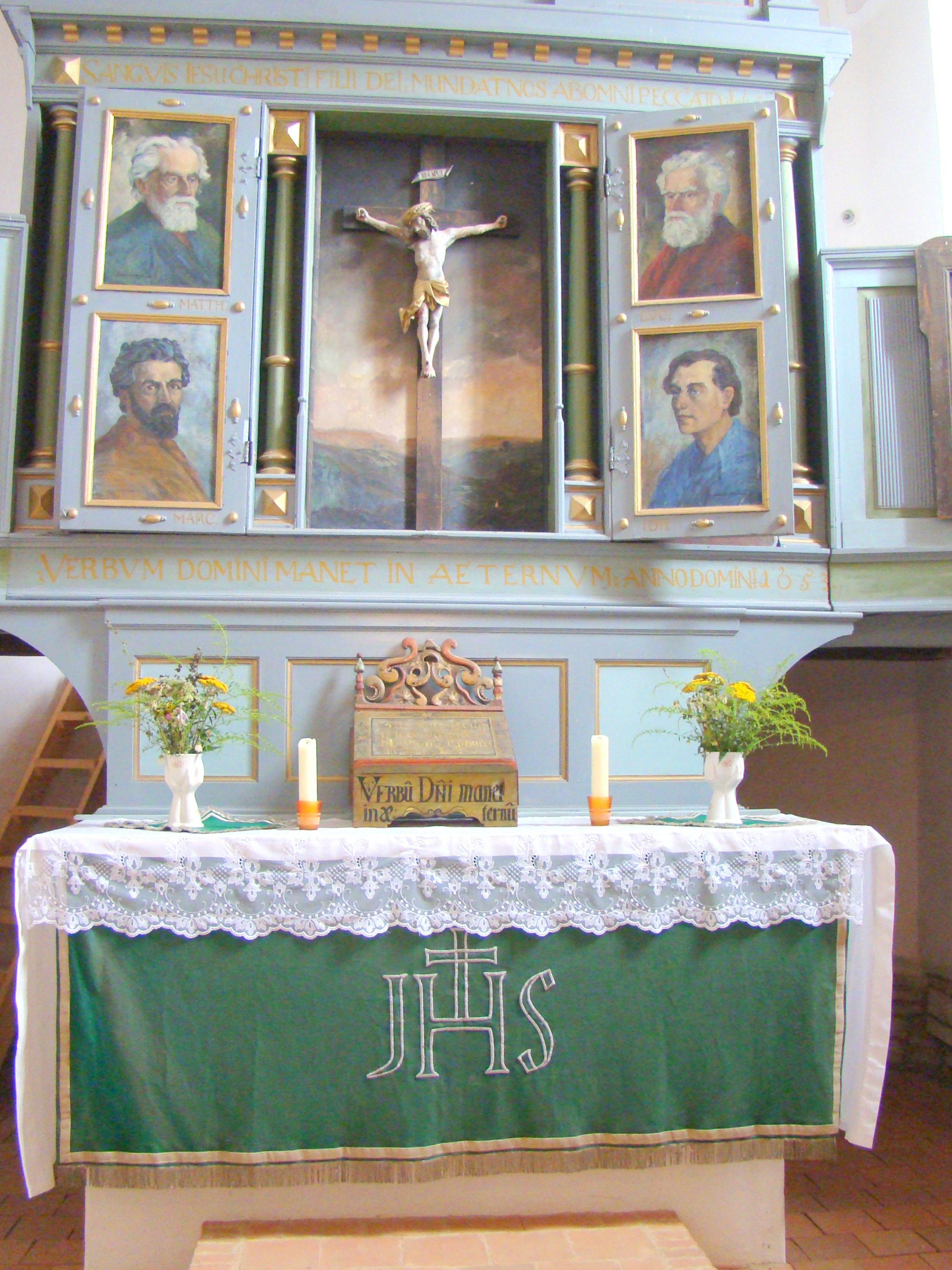
Altarul triptic din 1693

Biserica evanghelică fortificată din Meșendorf este un ansamblu de monumente istorice aflat pe teritoriul satului Meșendorf, comuna Bunești. În Repertoriul Arheologic Național, monumentul apare cu codul 40731.03.
Ansamblul este format din două monumente:
- Biserica evanghelică (cod LMI BV-II-m-A-11734.01)
- Incintă fortificată, cudouă turnuri, zwinger (cod LMI BV-II-m-A-11734.02)

## Localitatea
Meșendorf (în dialectul săsesc Meschenderf, Mešndref, în germană Meschendorf sau arhaic: Meschdorff, Mesche,  în maghiară Mese, latină: villa Meschonis) este un sat în comuna Bunești din județul Brașov, Transilvania, România. Este una dintre puținele localități ale regiunii care și-a păstrat un singur nume comun tuturor etniilor care-l locuiesc. A aparținut unui domeniu ecleziastic, respectiv Mănăstirii cisterciene de la Cârța.  Nici mai târziu satul nu-și pierde statutul iobăgesc, fiind inclus domeniului cetăți Tălmaciu, la 1427. În 1863, administrația habsburgică a repartizat locul scaunului Sighișoara.

## Biserica
Biserica sală, în stil gotic timpuriu, a fost ridicată în secolul al XIV-lea, cu turn vestic și cor poligonal, și a fost fortificată în 1495. Turnul primește un cat de apărare din lemn, la fel corul și nava. Portalul de vest este zidit. În urma lucrărilor de restaurare de la începutul secolului al XIX-lea sunt demolate bolțile bisericii, aflate în pericol de prăbușire, dar și catul de apărare; turnul însă este păstrat în forma sa medievală.
Zidul de incintă, cu drum de strajă pe console de lemn, acoperit și cu guri de tragere, a fost prevăzut inițial cu trei turnuri de apărare, din care două se mai păstrează și în prezent, și cu zwinger construit în partea de sud-vest în secolul al XVI-lea. O parte dintre ziduri și unul dintre turnuri au fost demolate în anul 1888, pentru a crea spațiu pentru construirea școlii.
La interior o valoare mare o au panourile tribunei, pictate la 1765, de către Georg Rosenauer, pentru că încearcă să redea, într-o manieră naivă, și peisaje cu ansambluri construite.  La interior se mai regăsește un tabernacol cu feroneria păstrată.
Biserica are trei clopote: unul dintre ele poartă inscripționat anul 1515, iar celelate două provin din anul 1907, respectiv 1923.

## Vezi și
- Meșendorf, Brașov

## Imagini din exterior

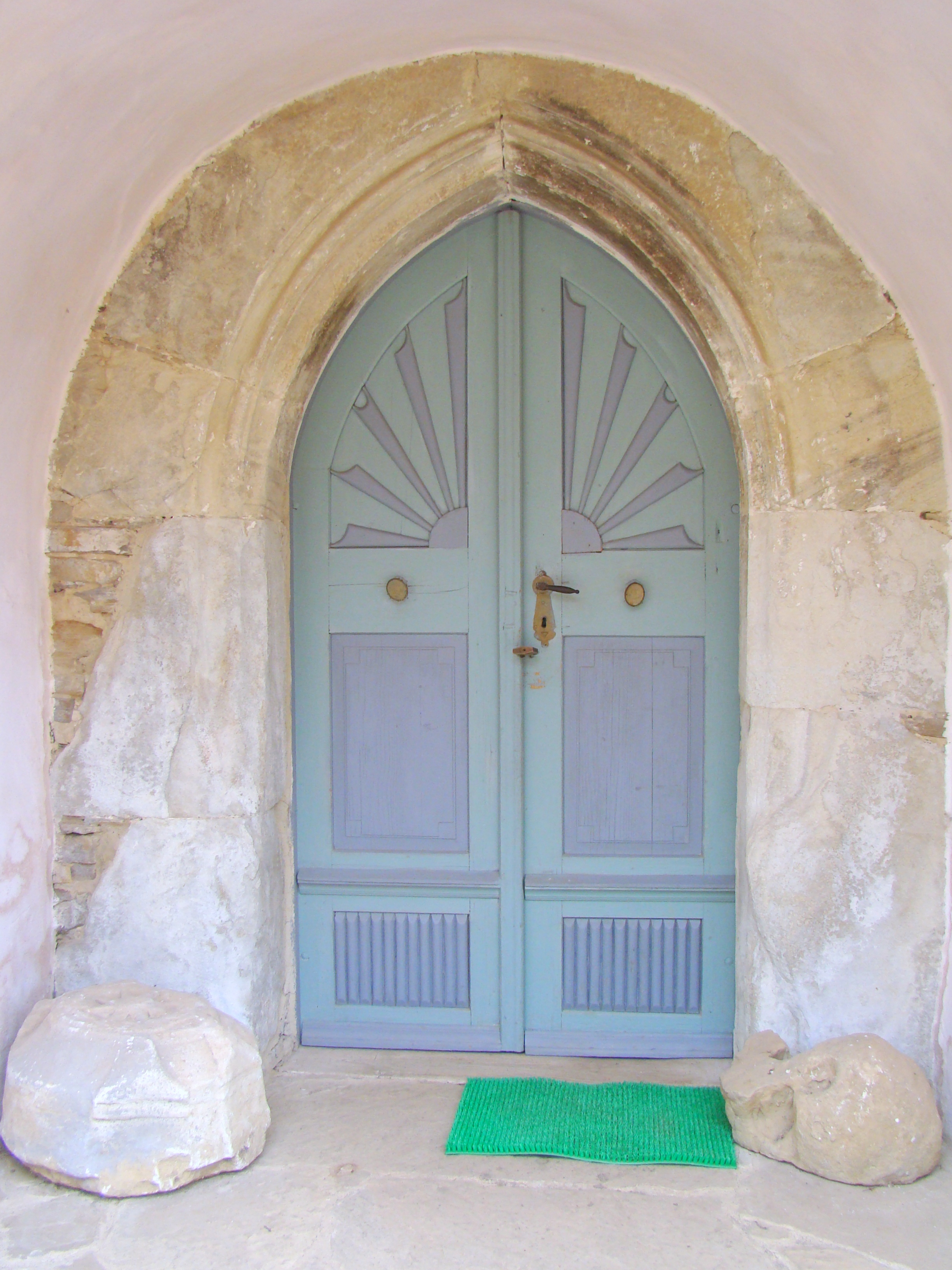
Portalul gotic în arc frânt
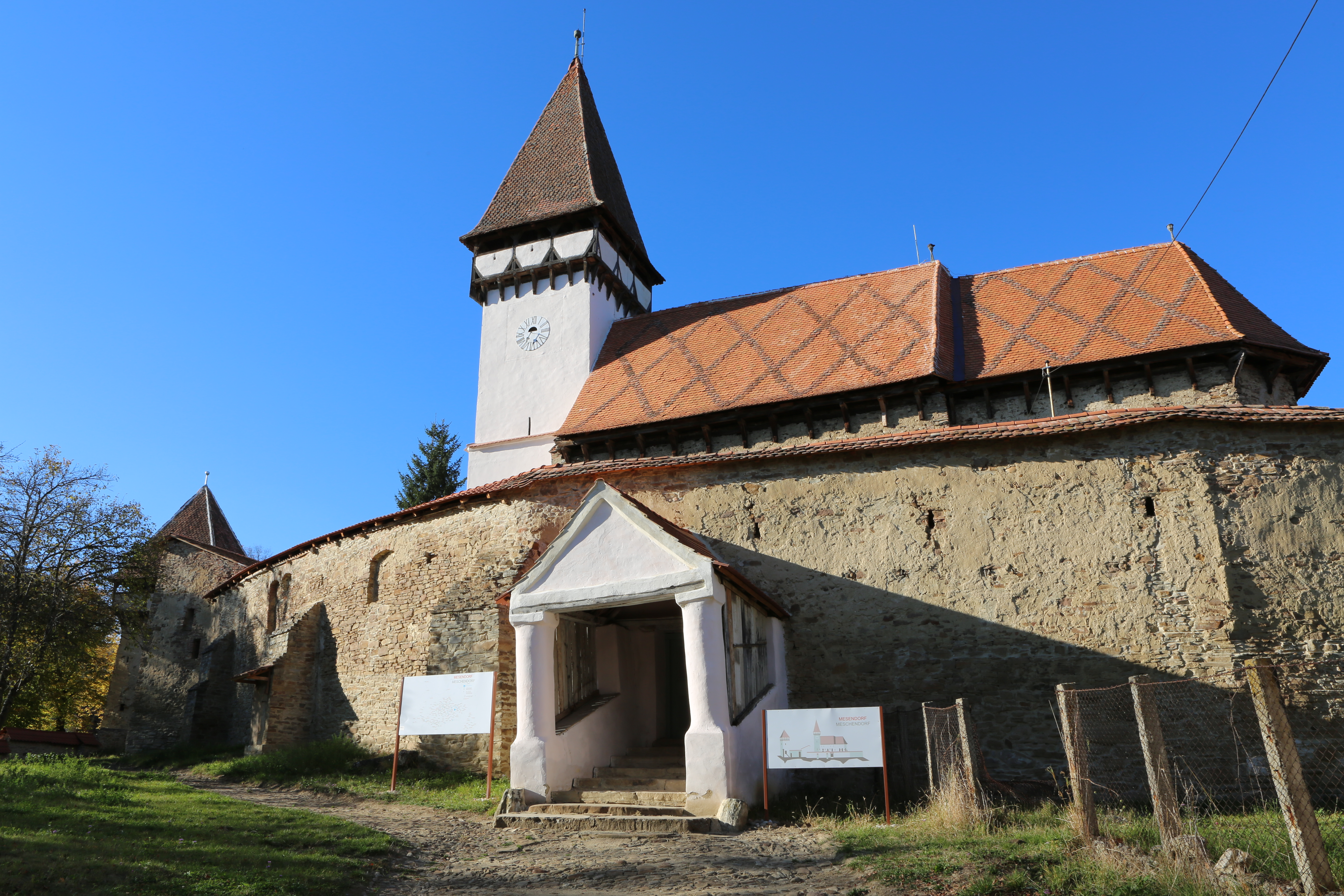
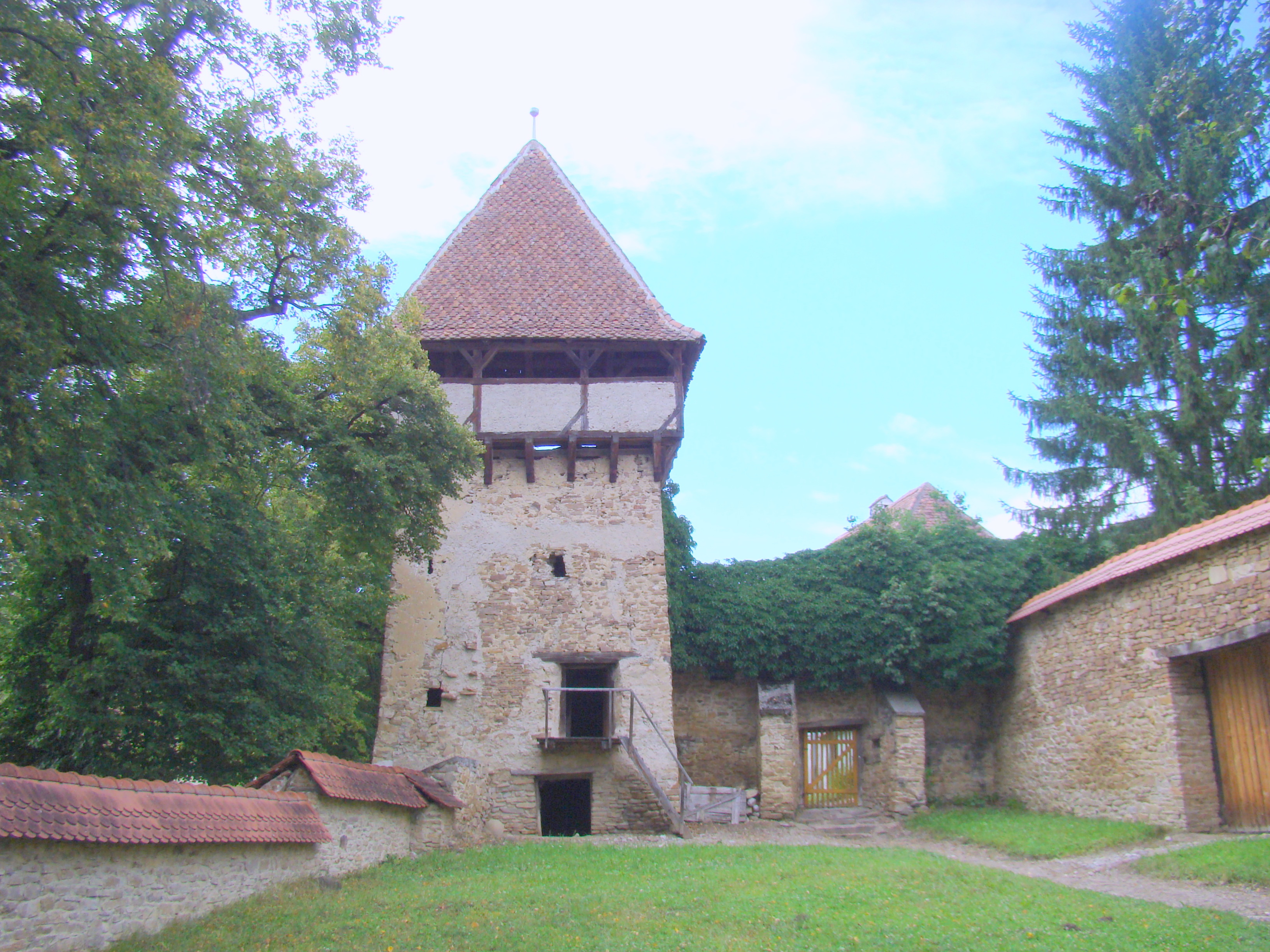
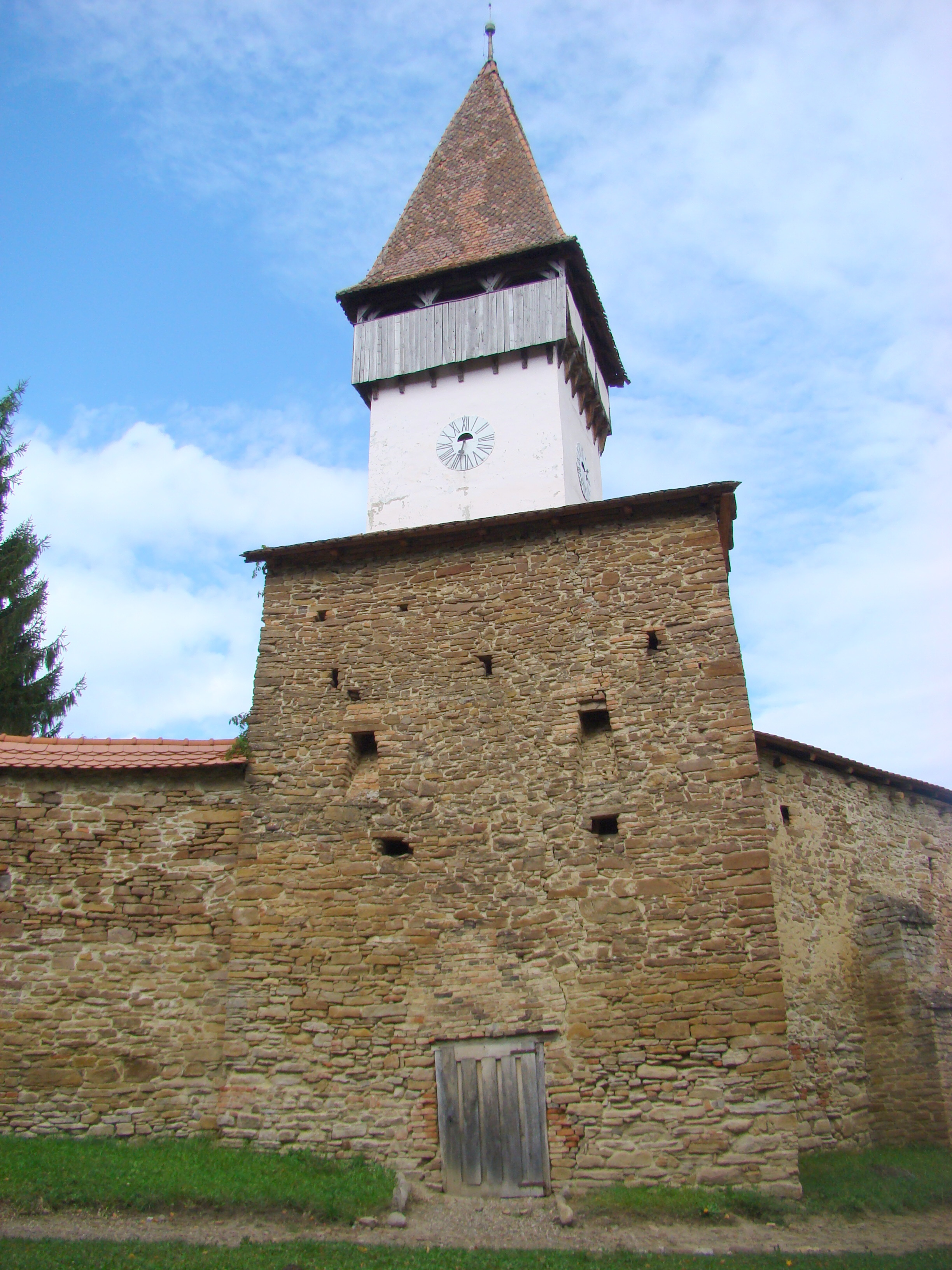
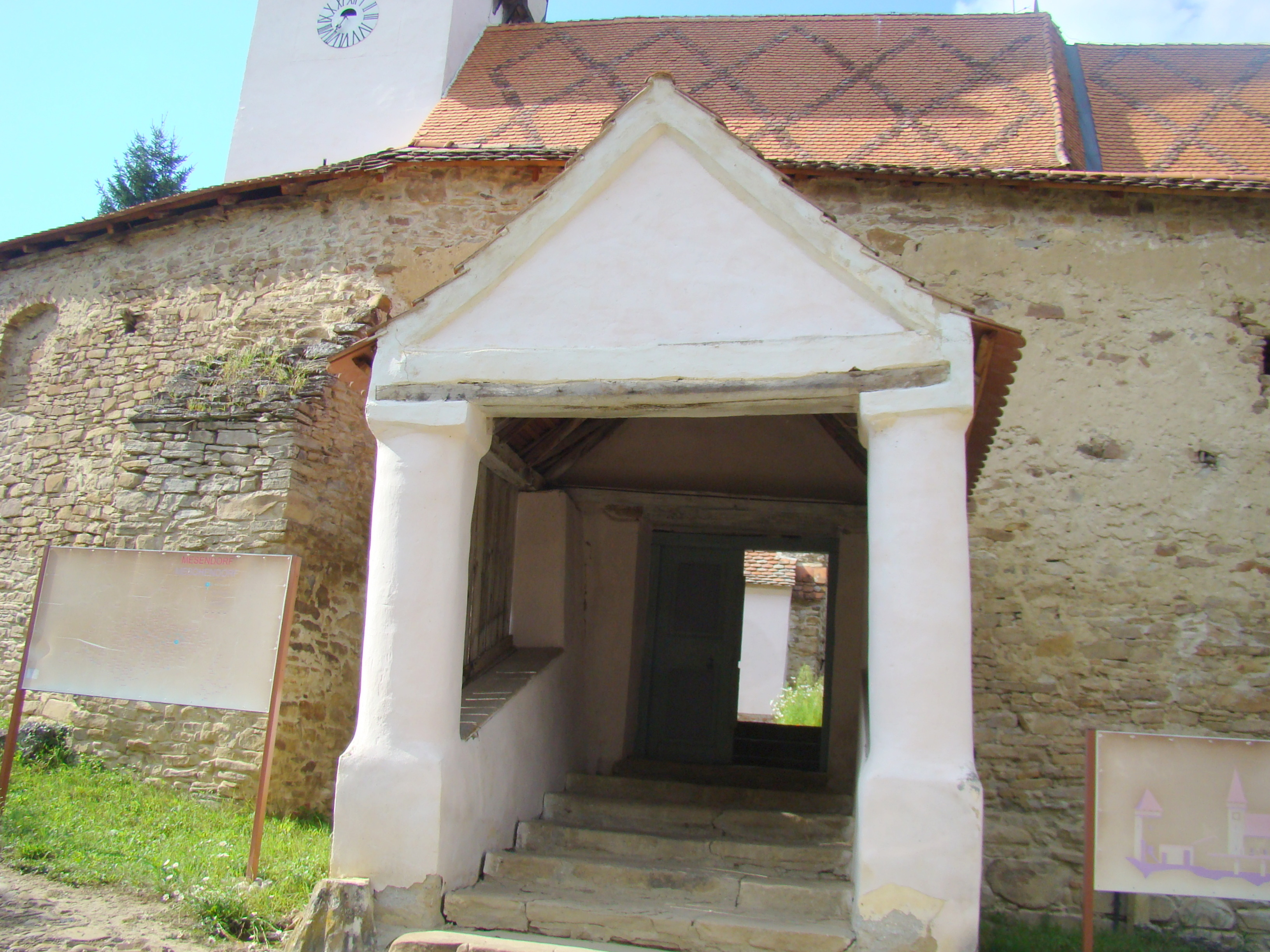
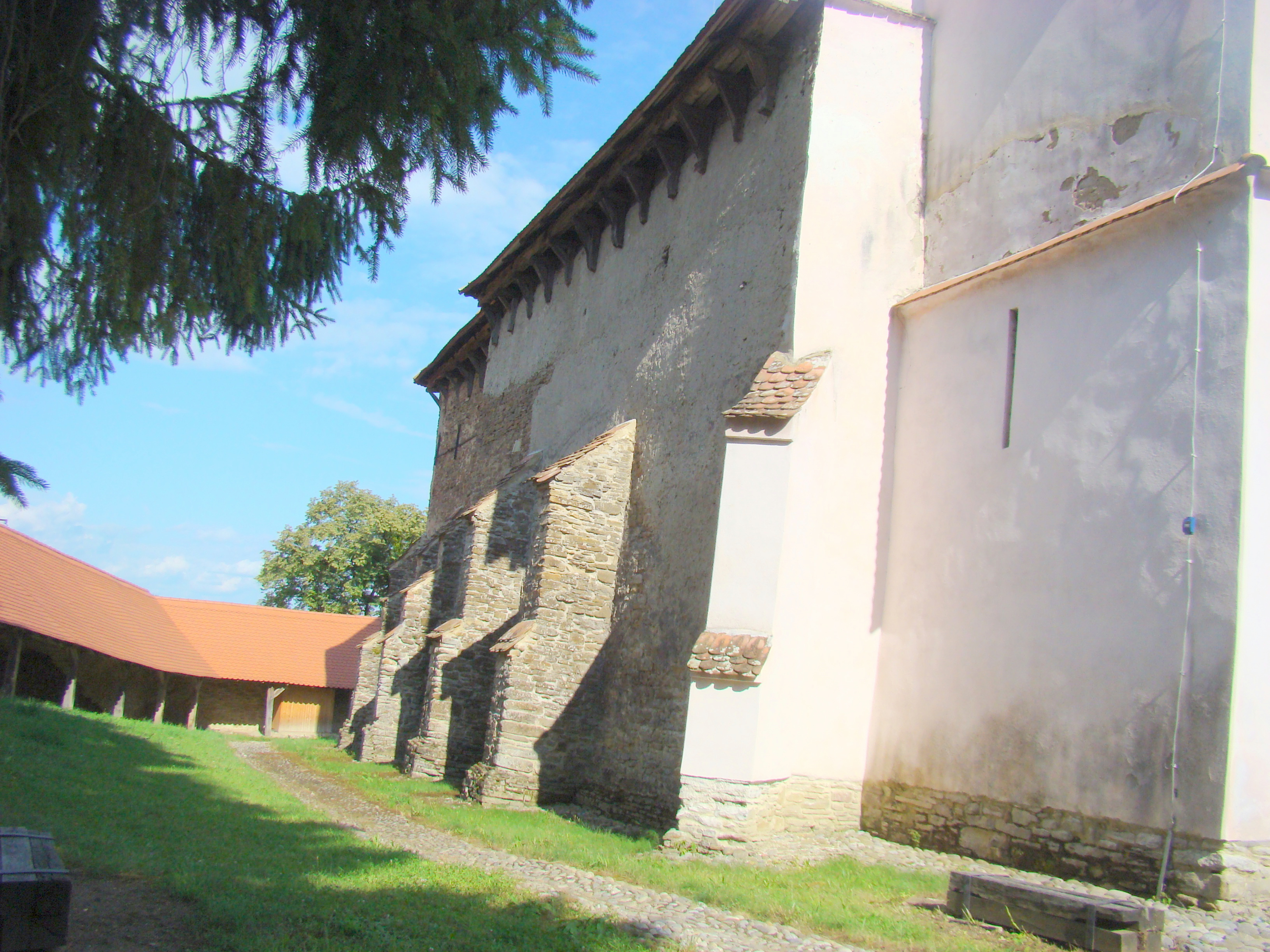
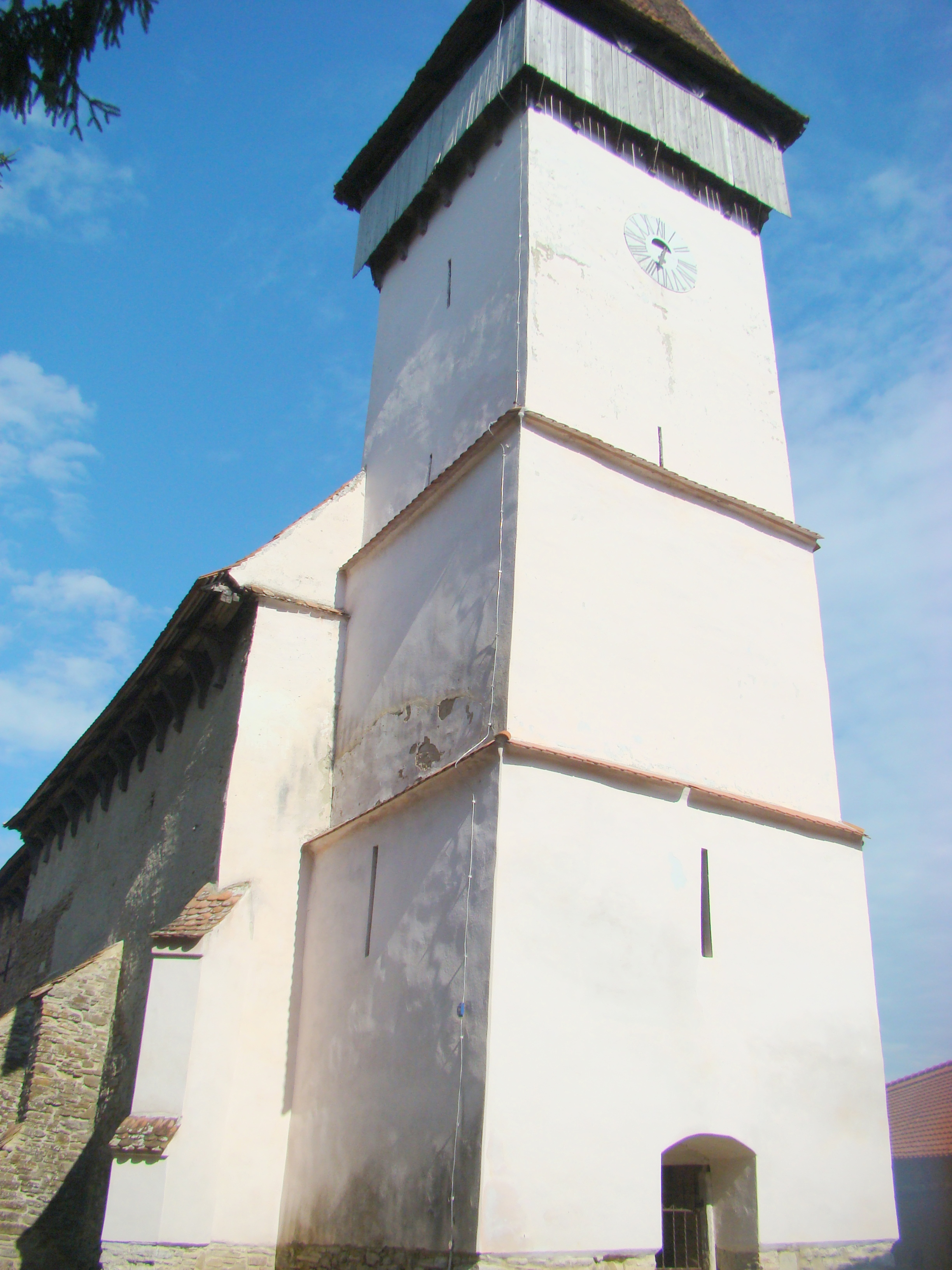
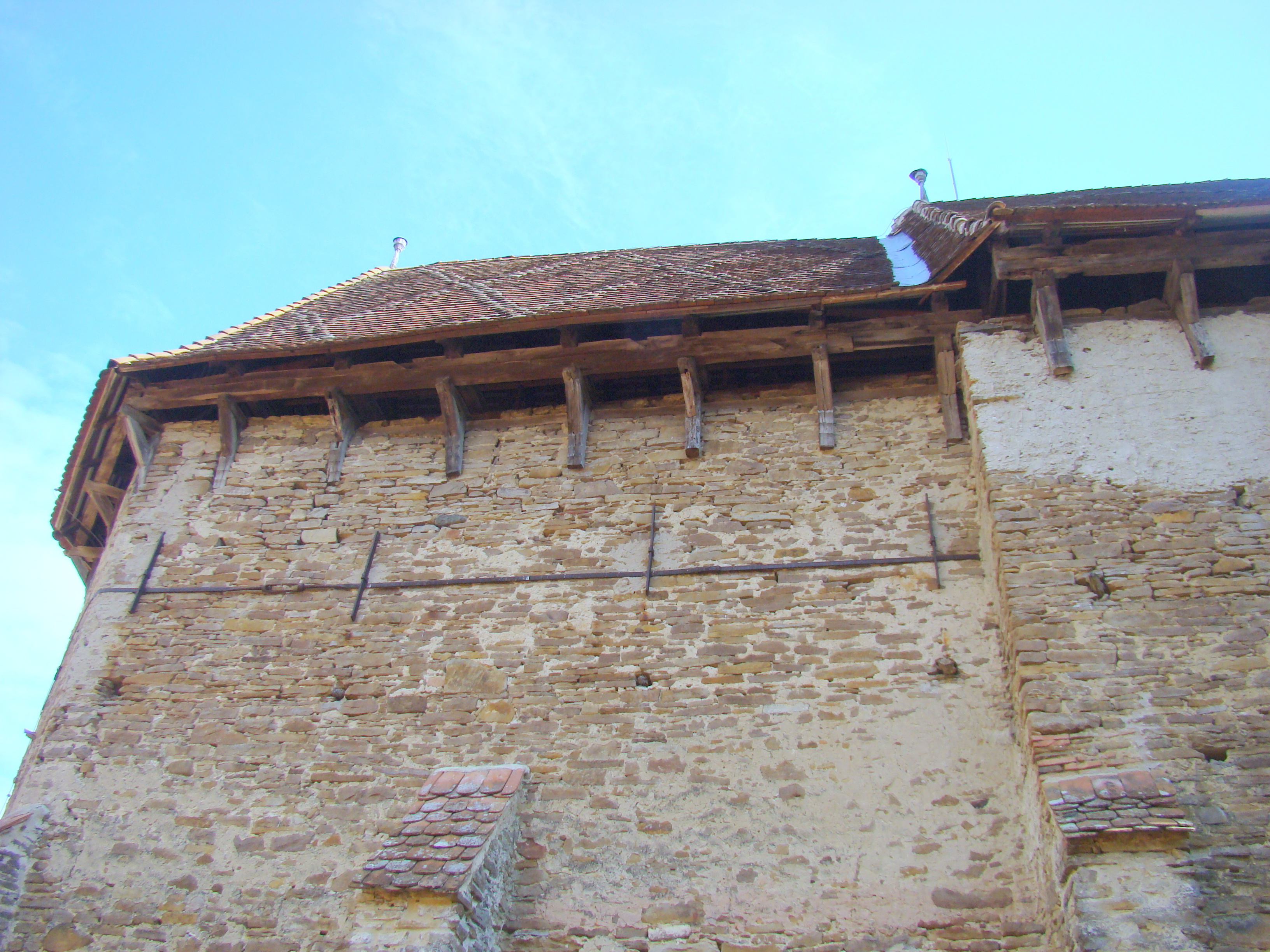
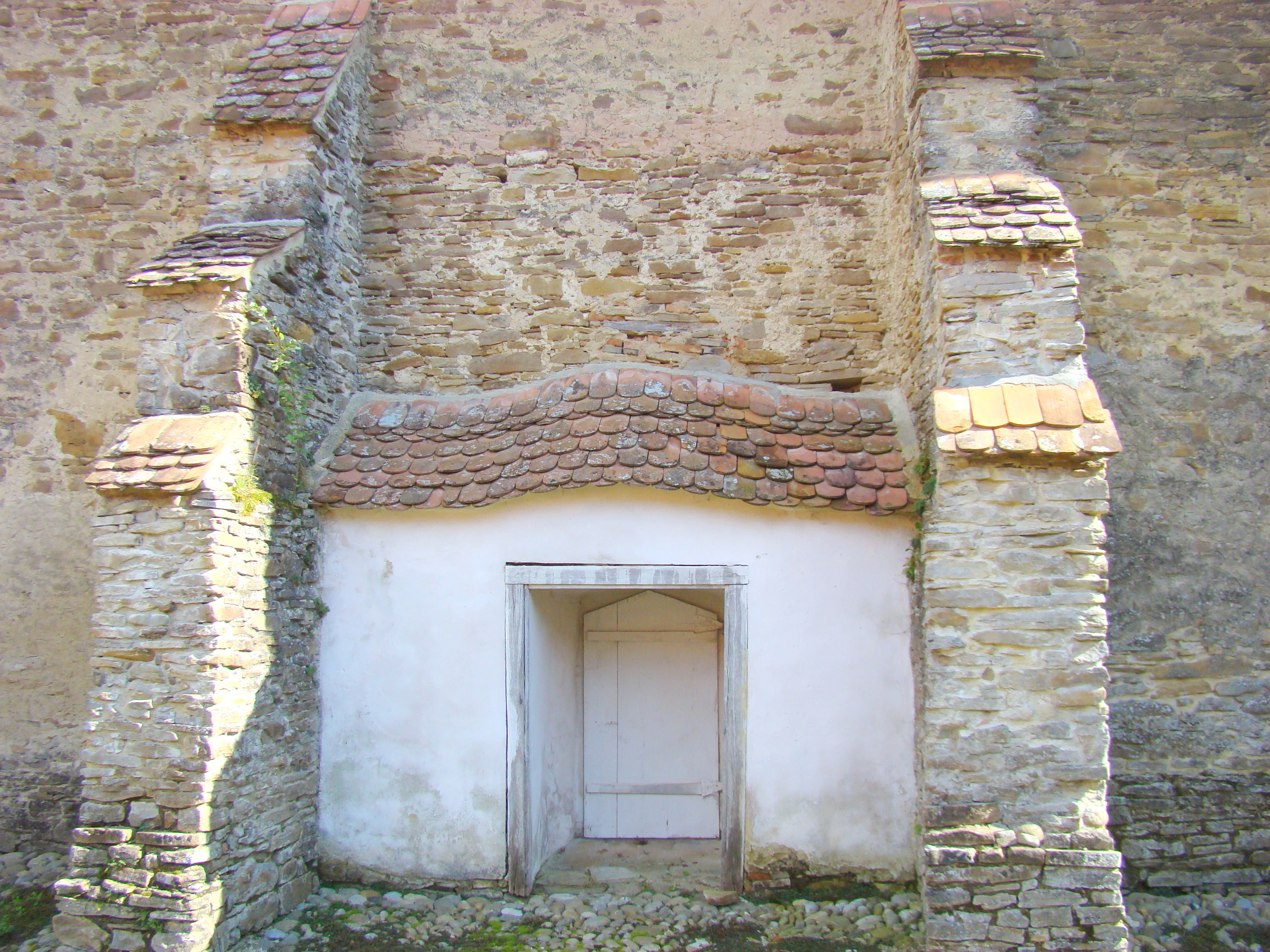
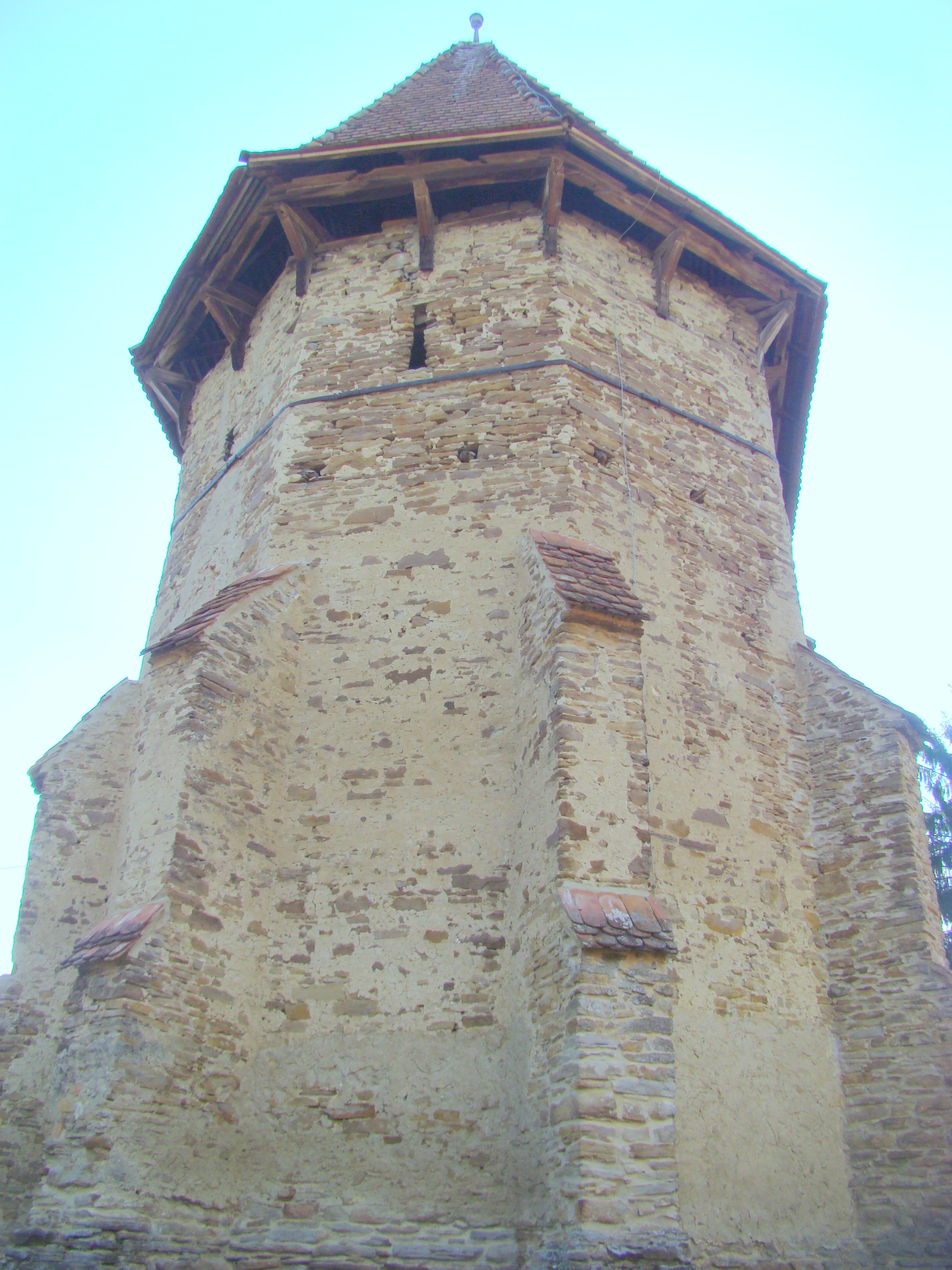
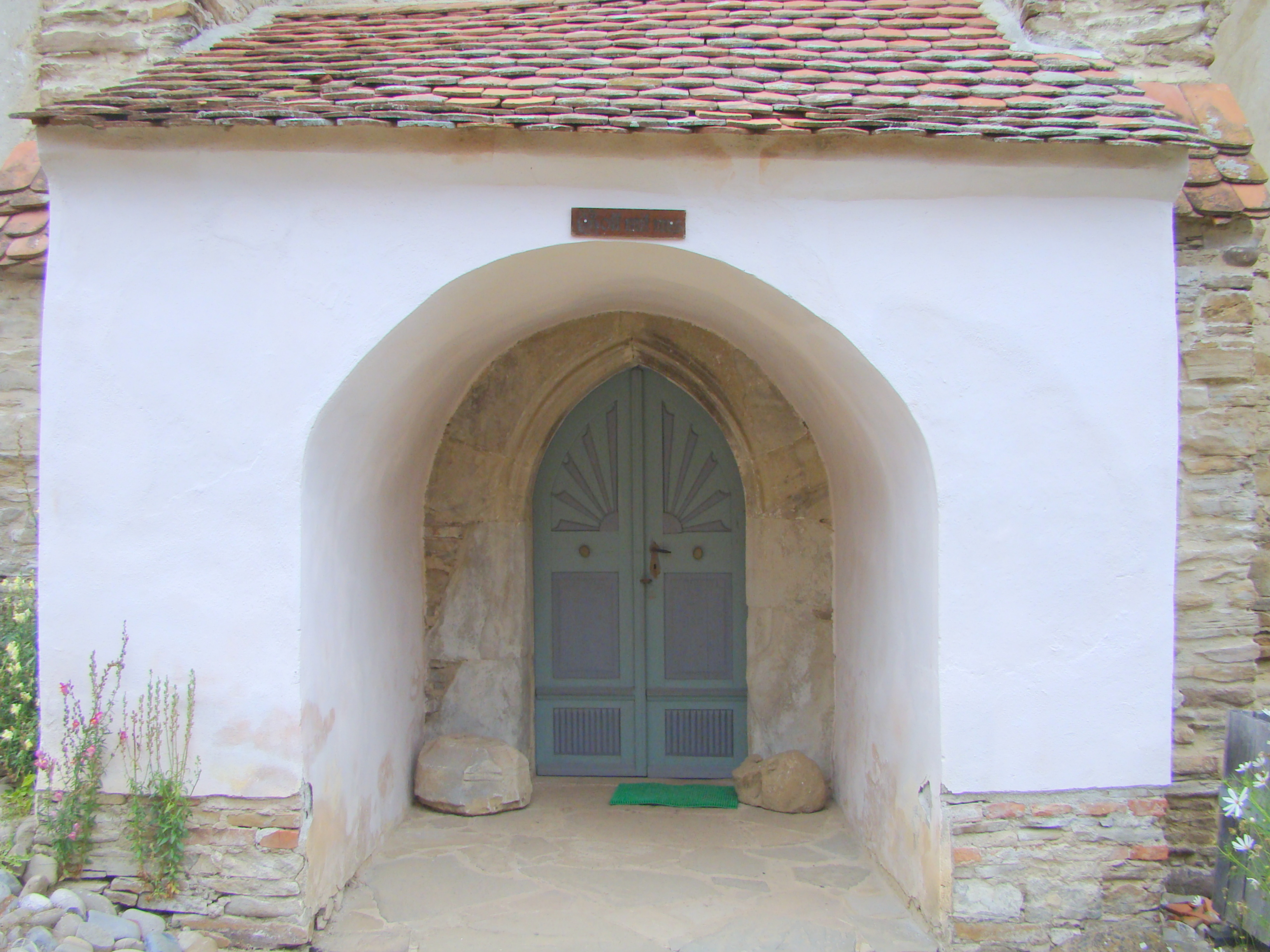
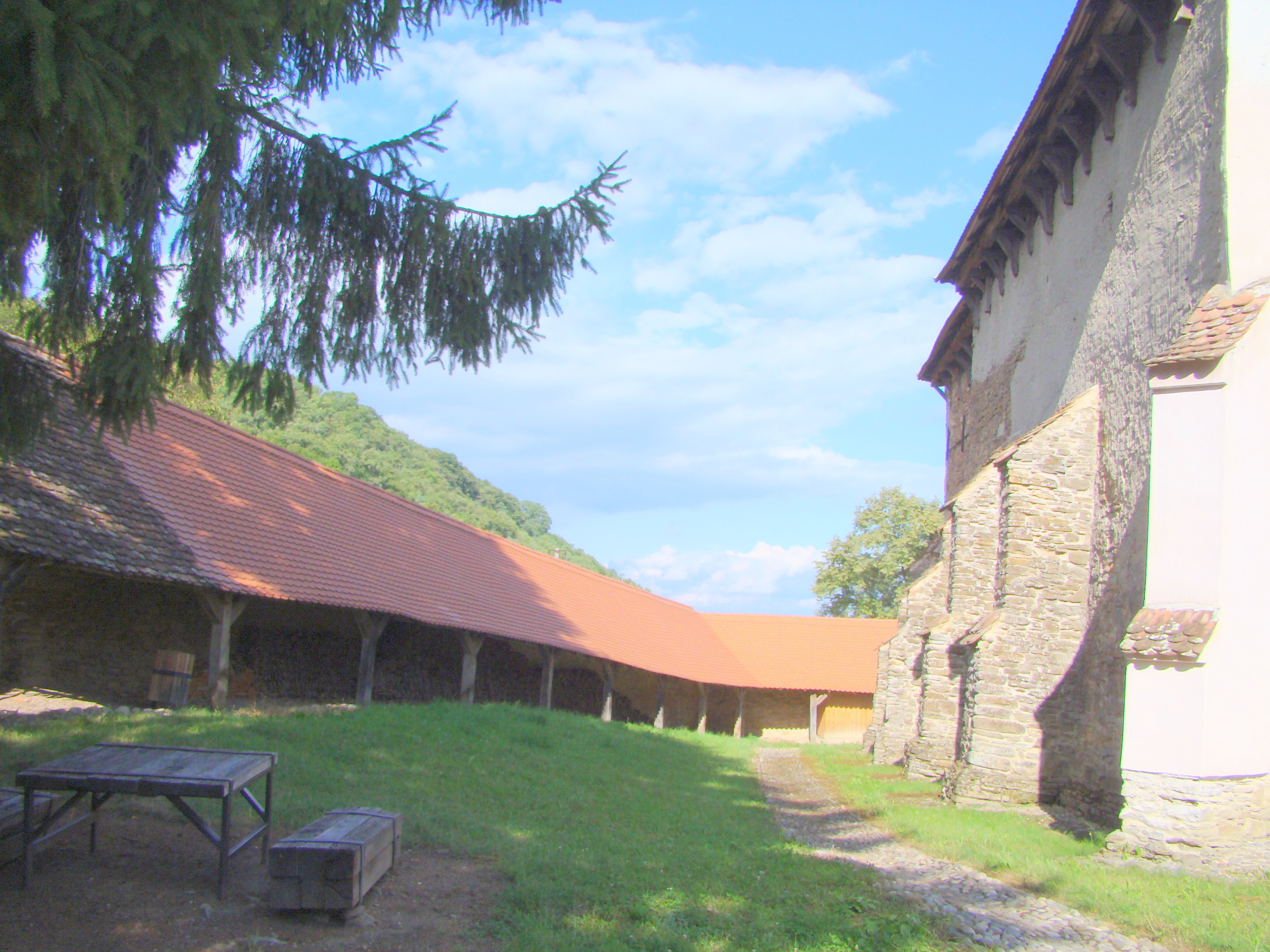
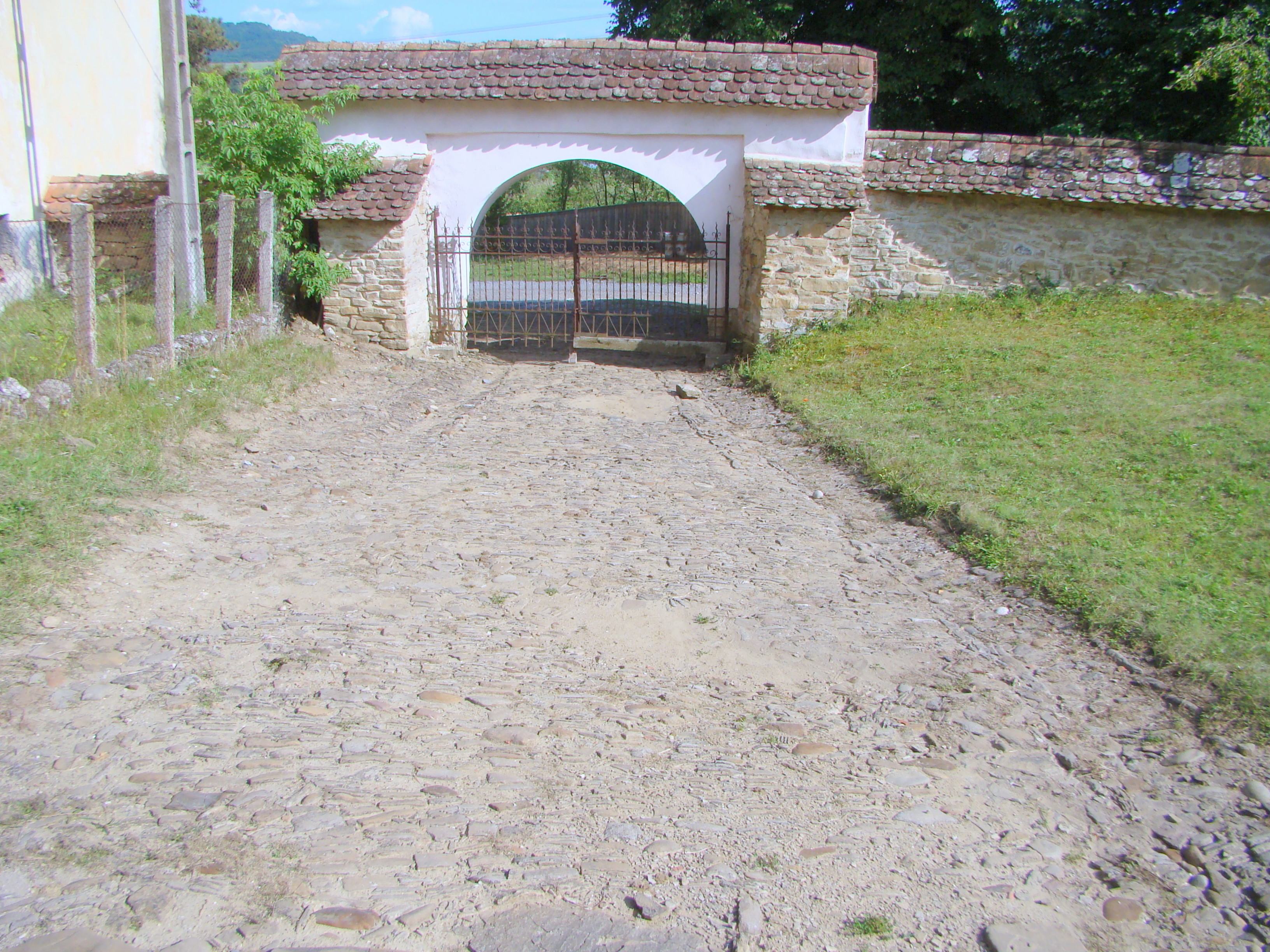
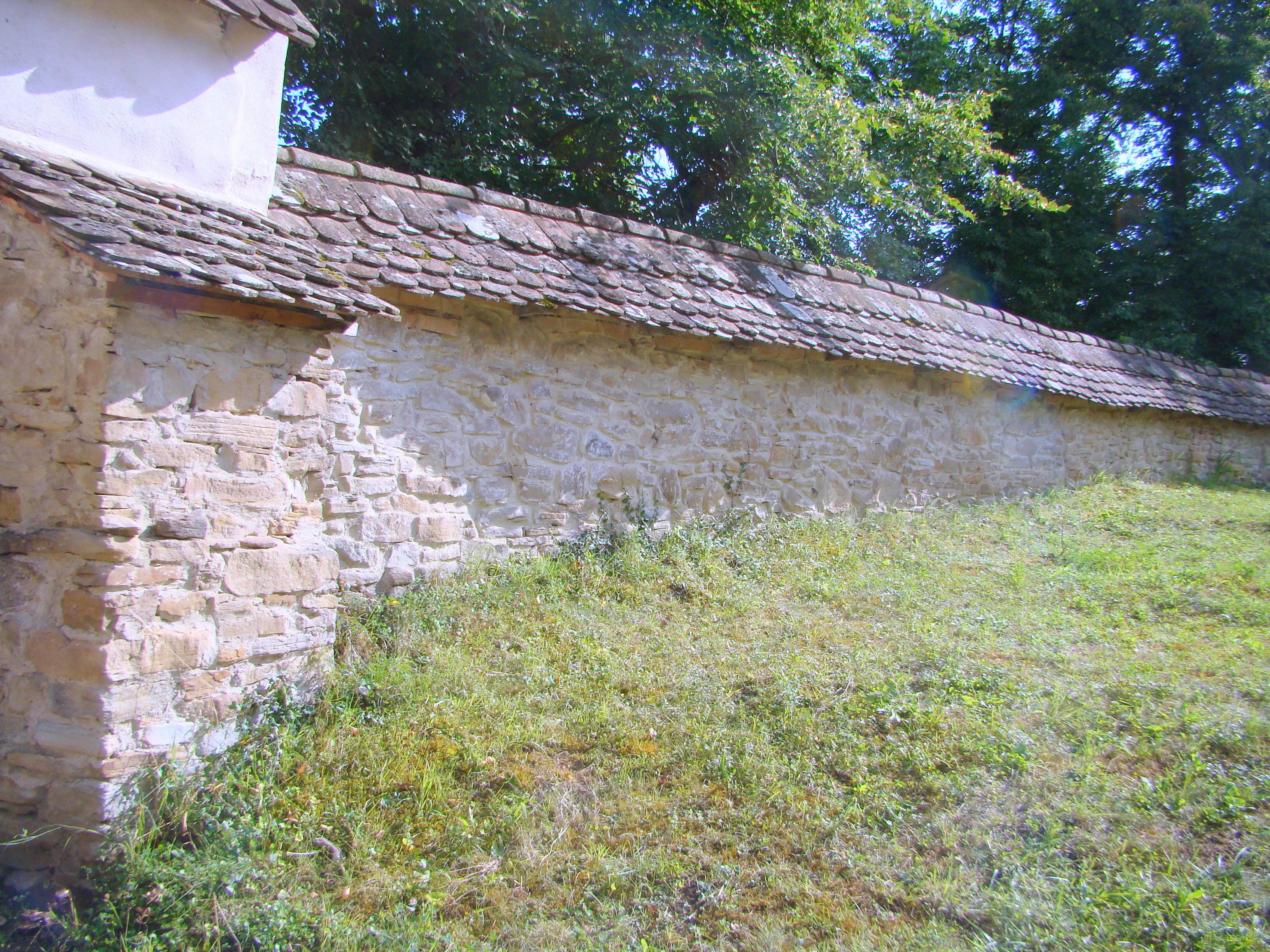
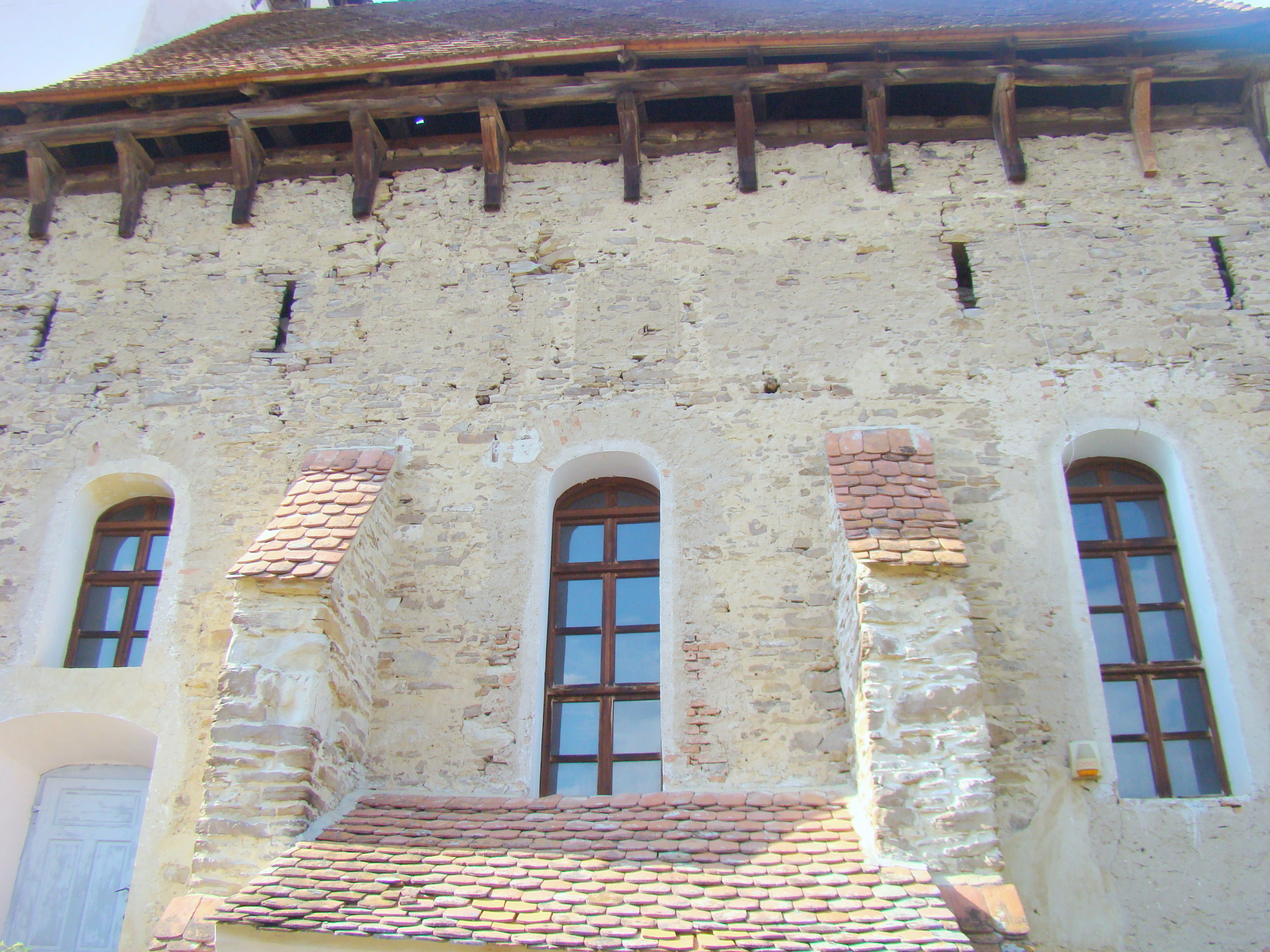
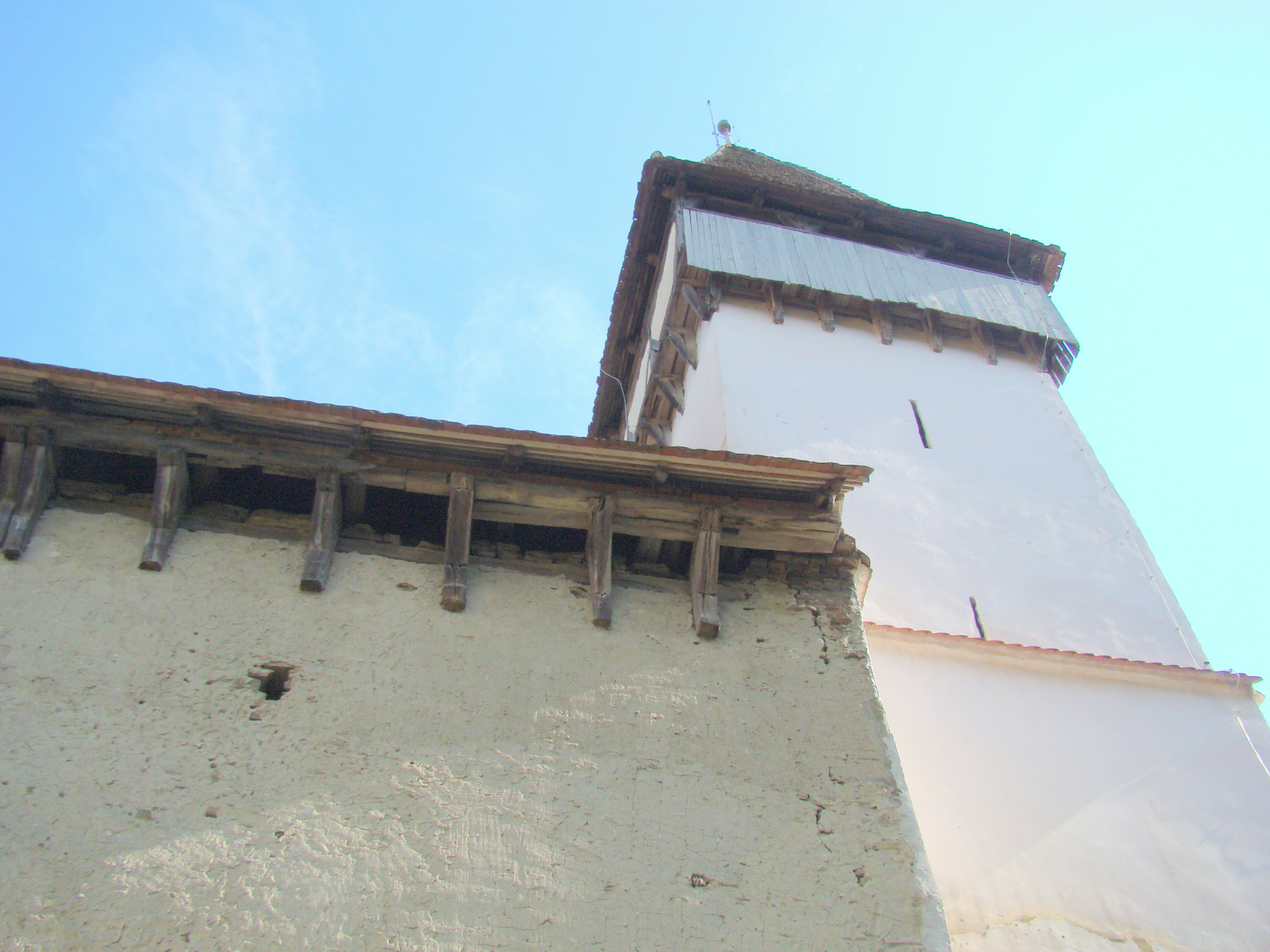
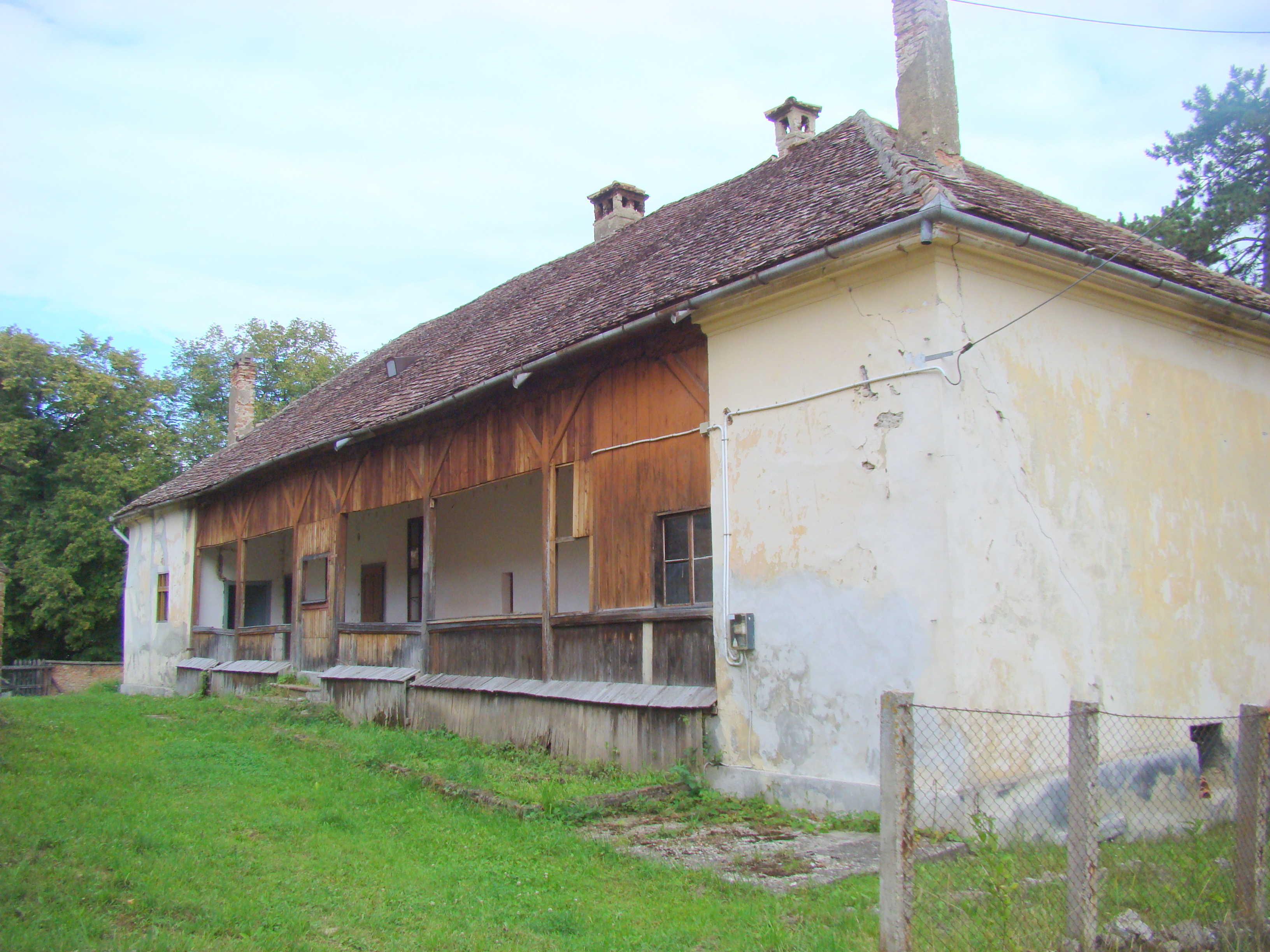
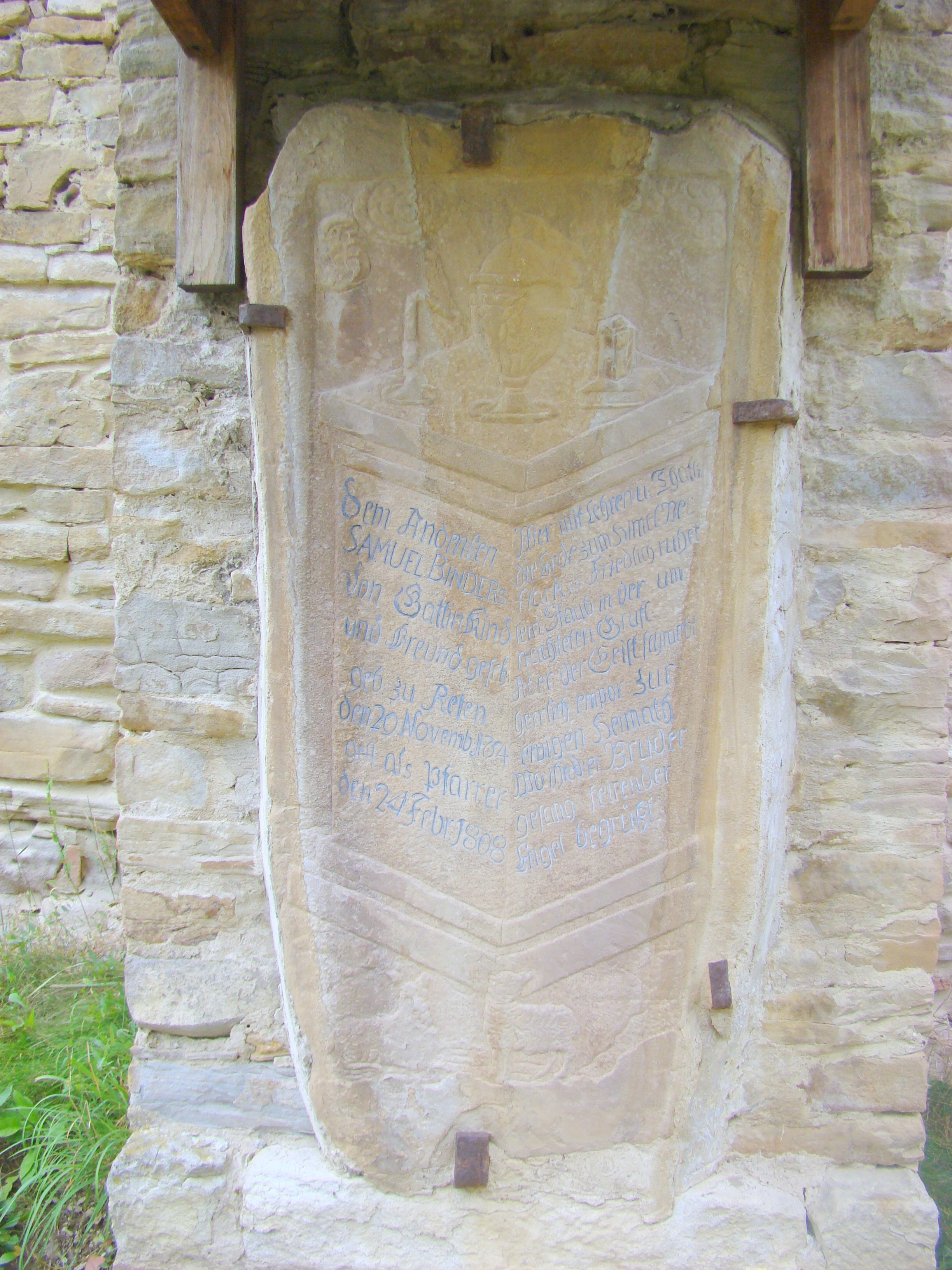
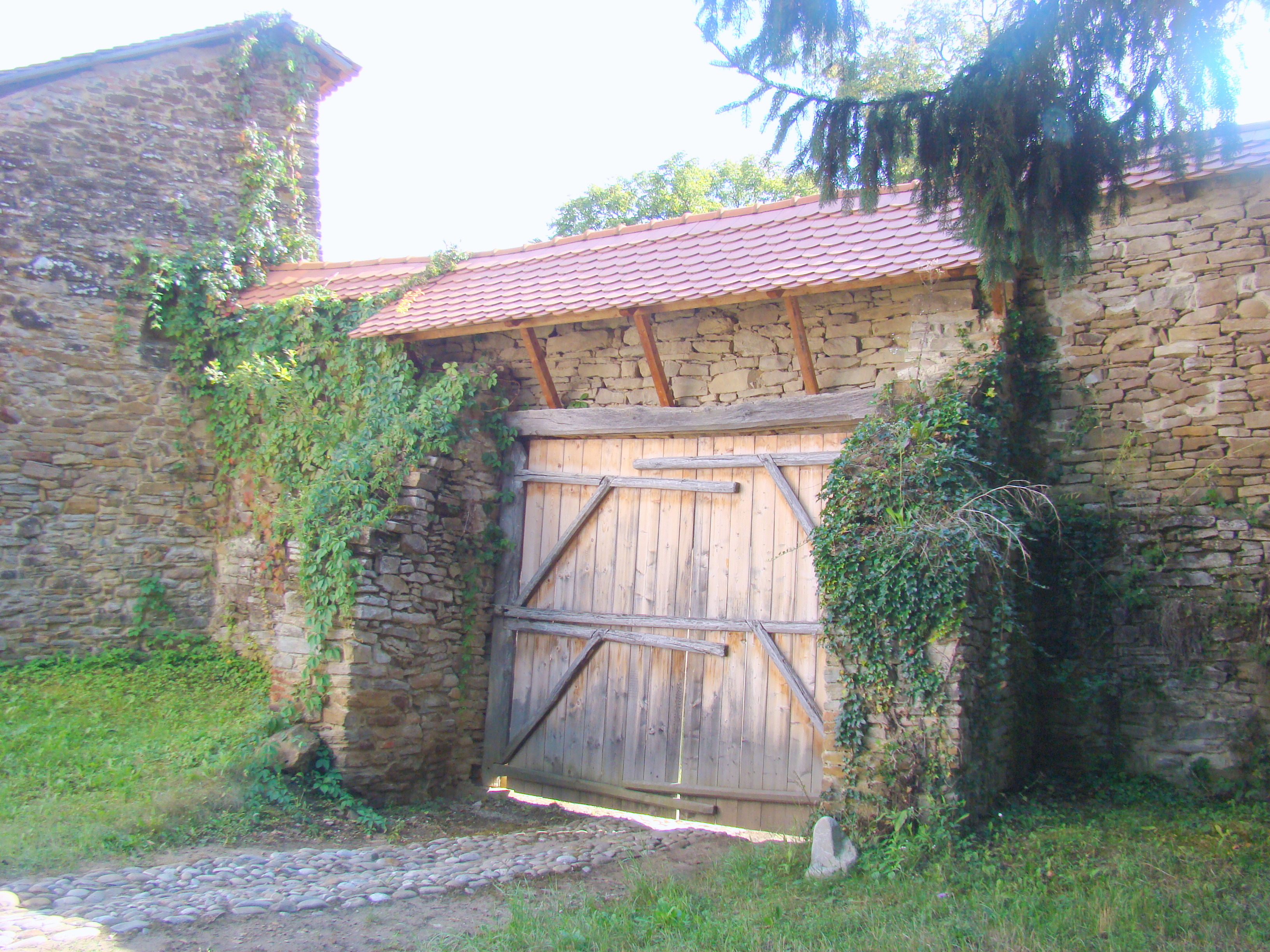

## Imagini din interior

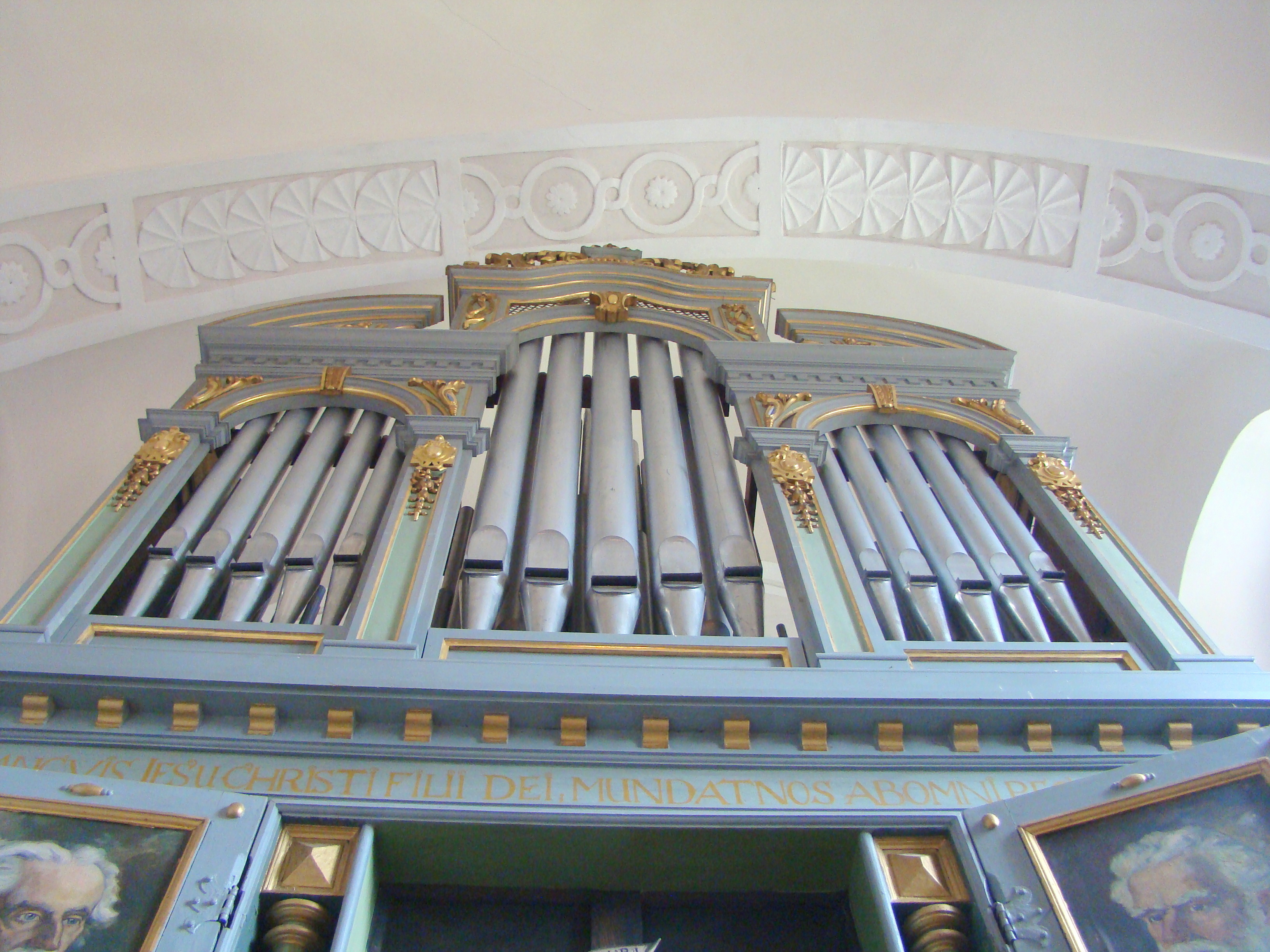
Orga bisericii, construită în 1914 de firma Wegenstein
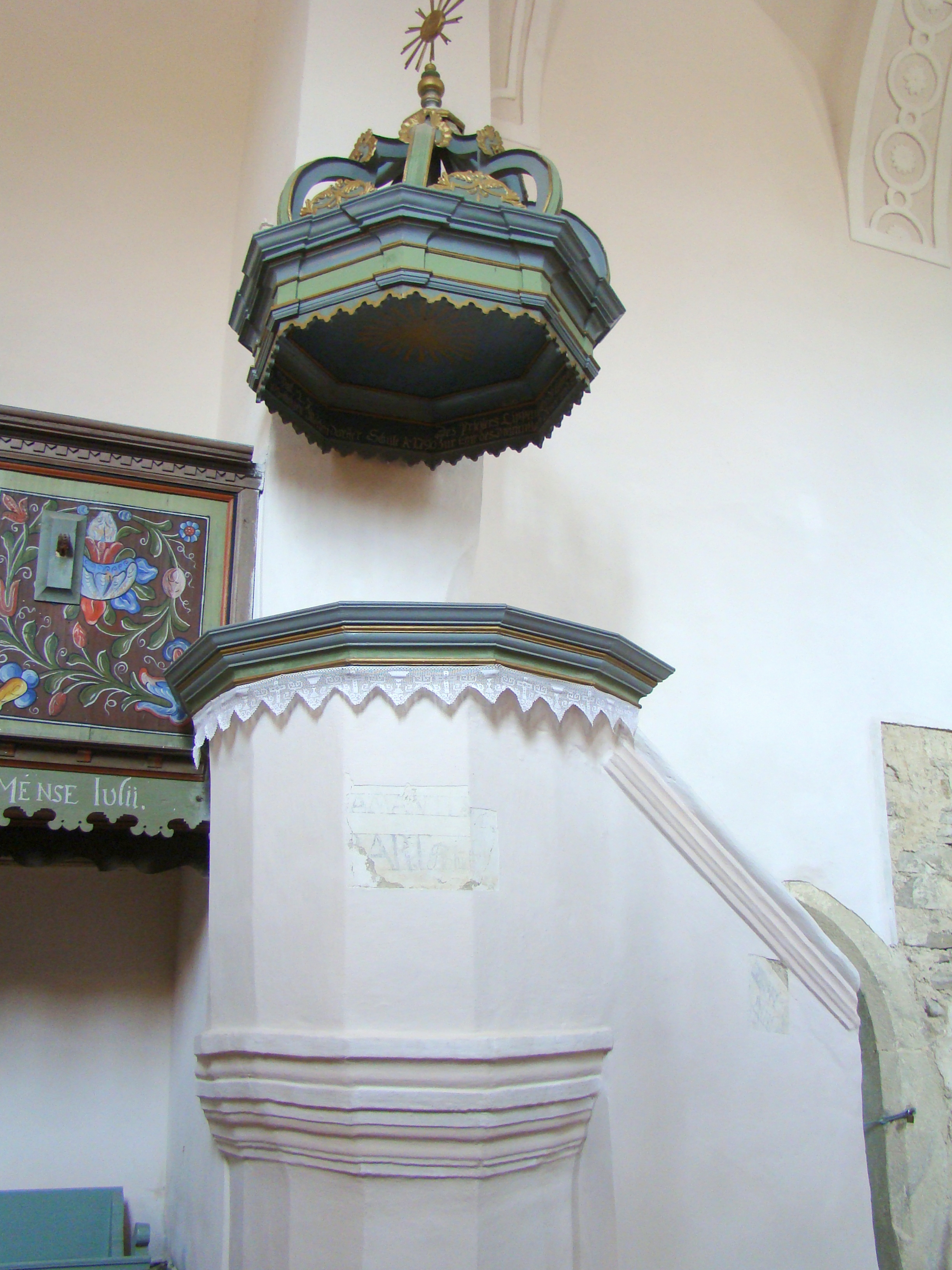
Amvonul
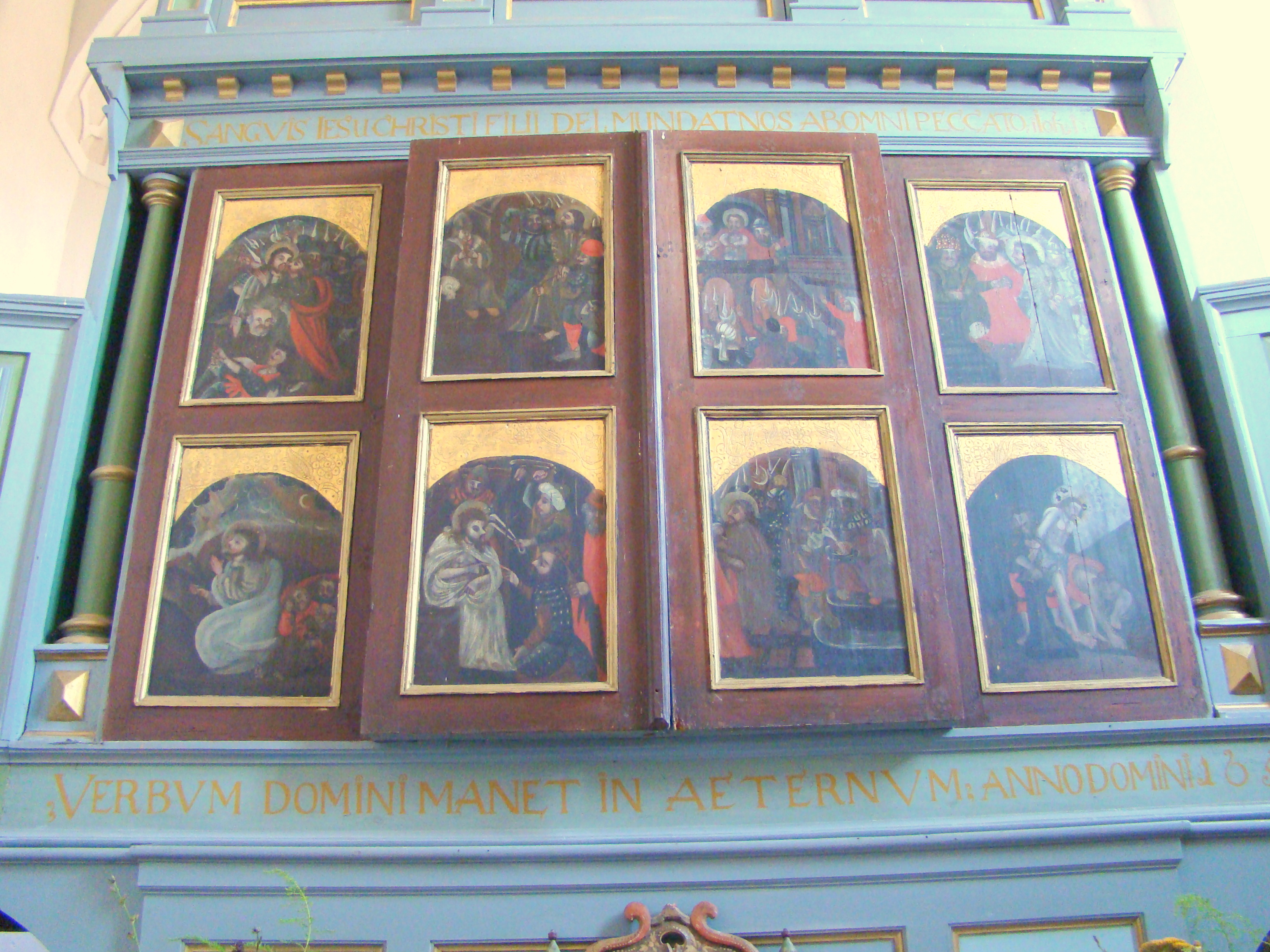
Altarul cu panourile laterale închise
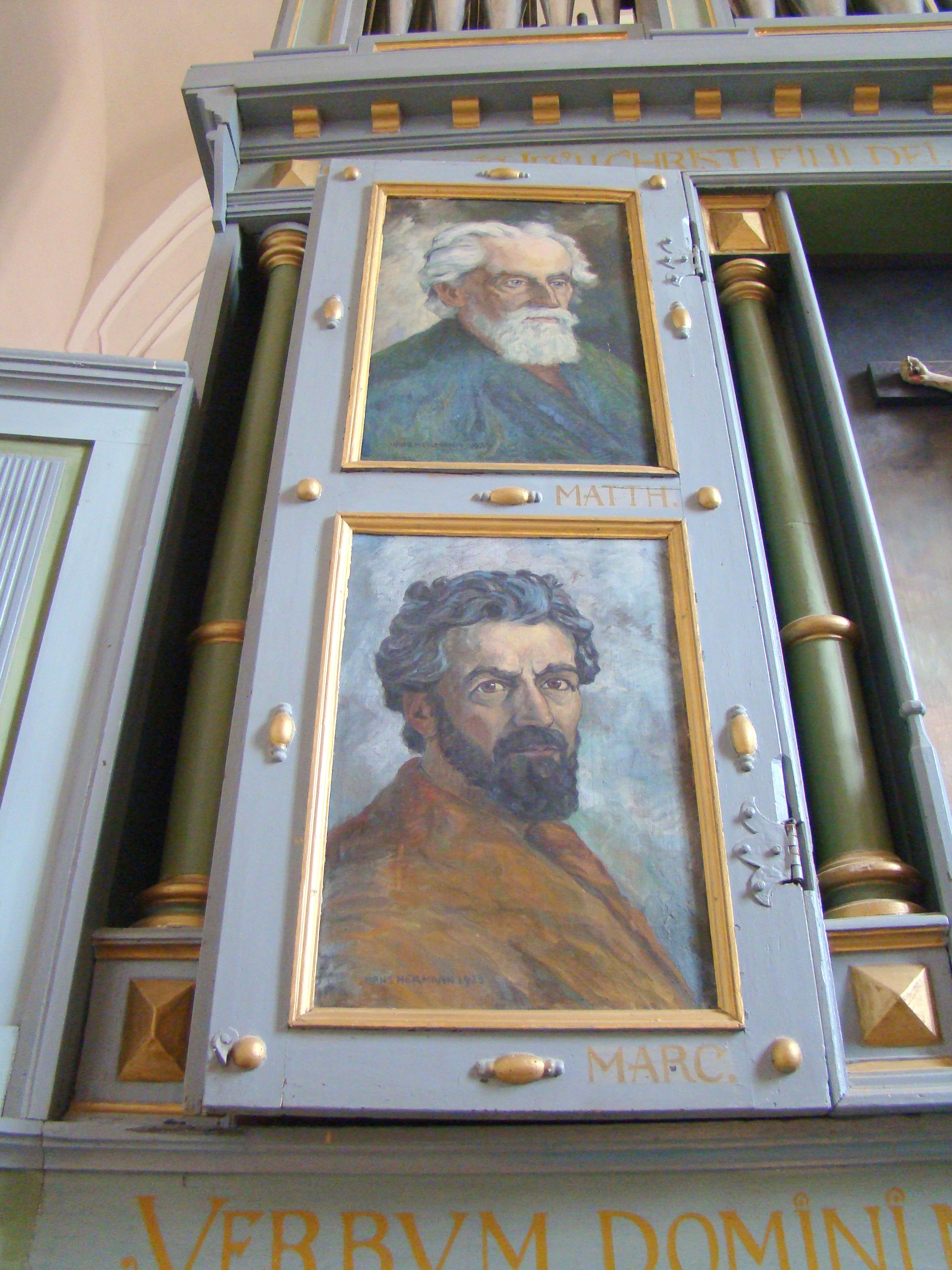
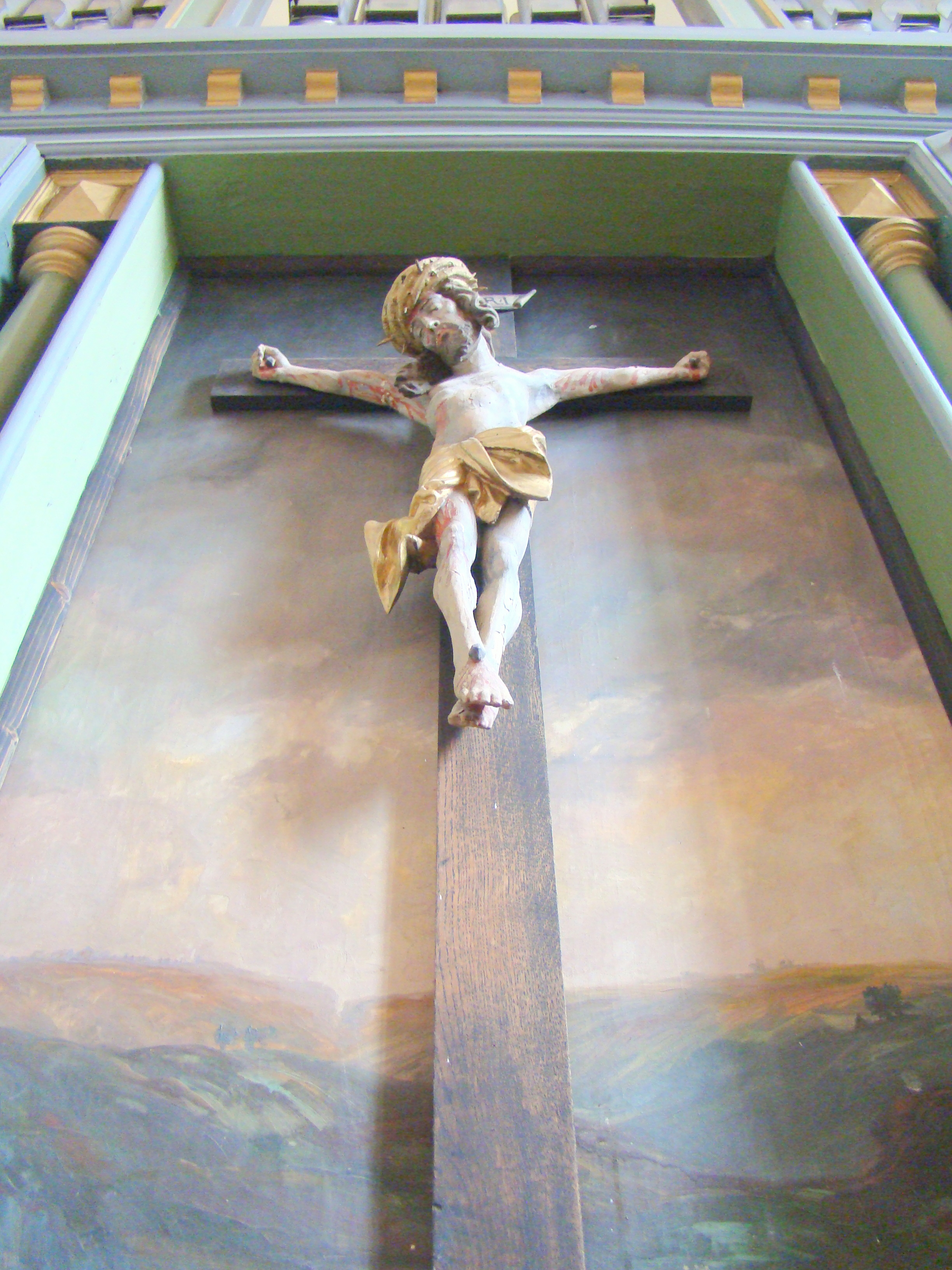
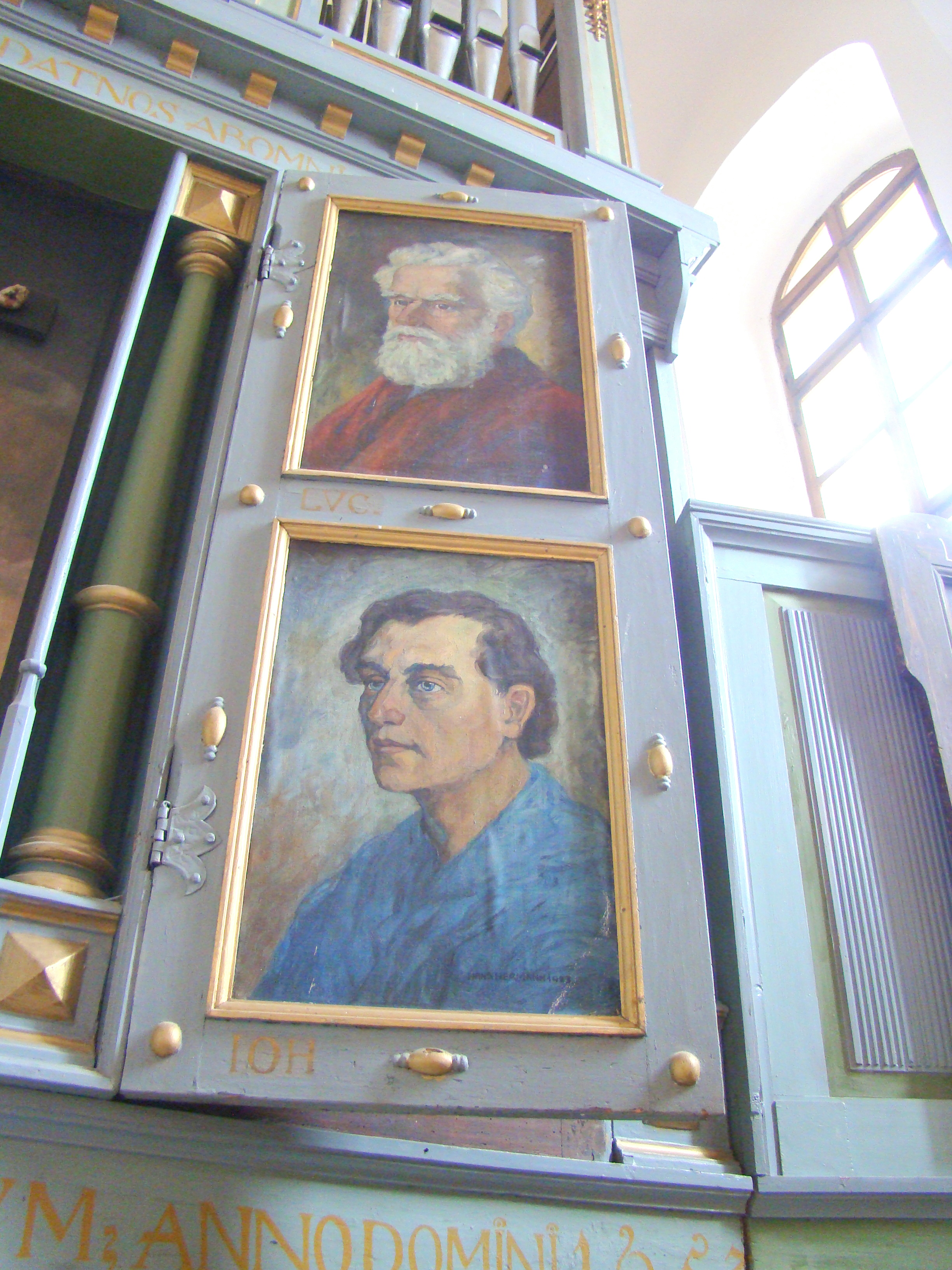
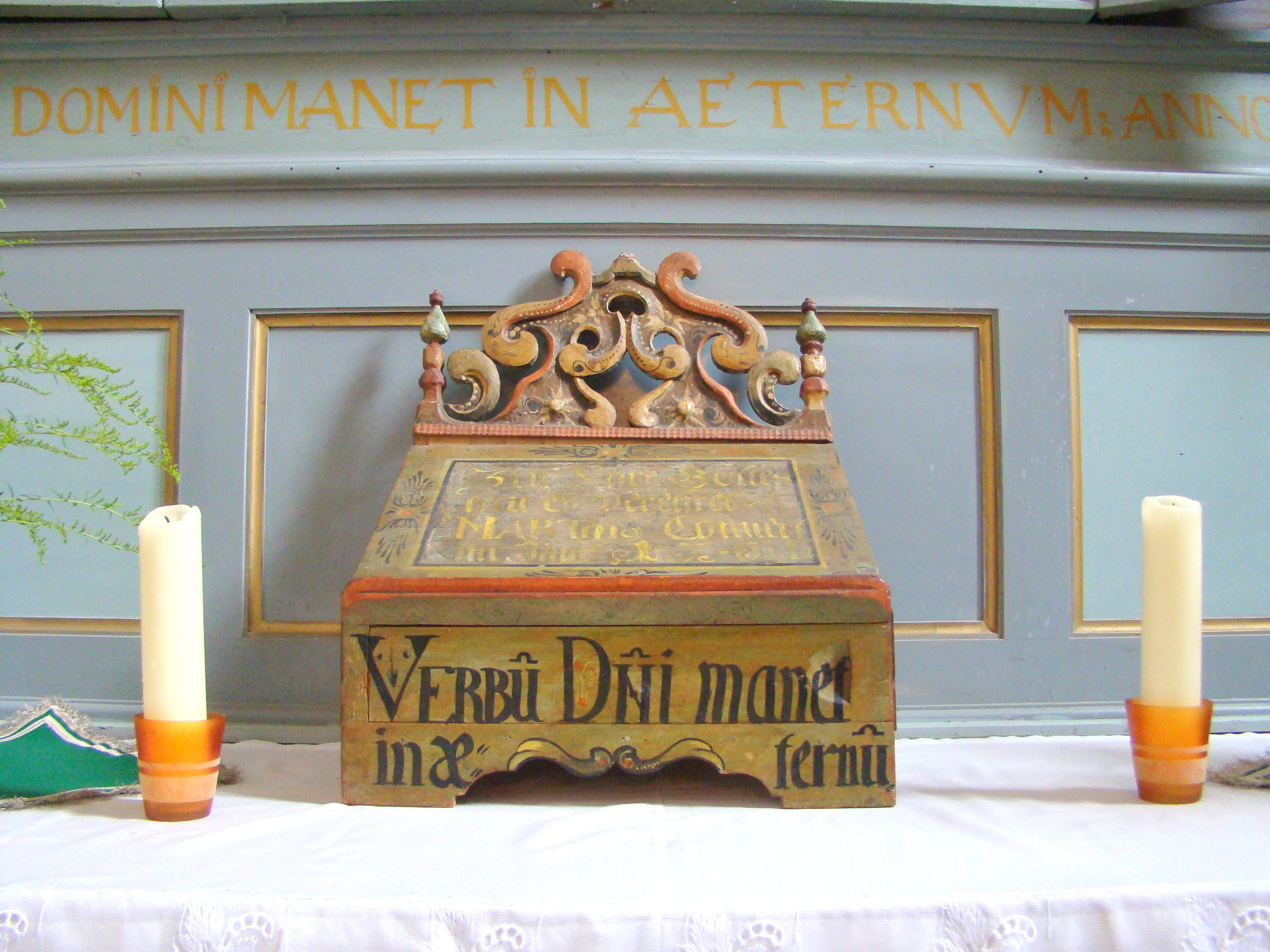
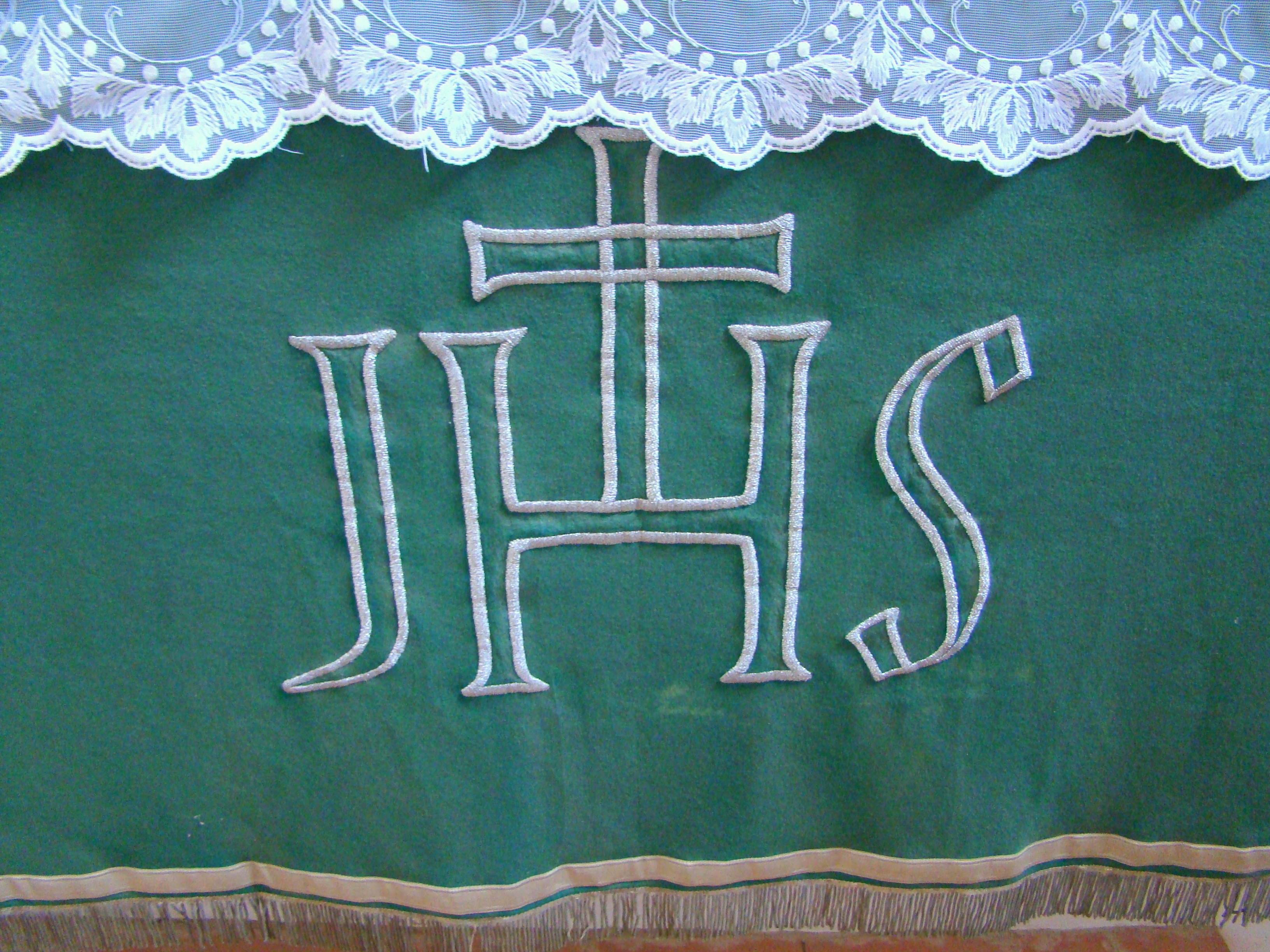
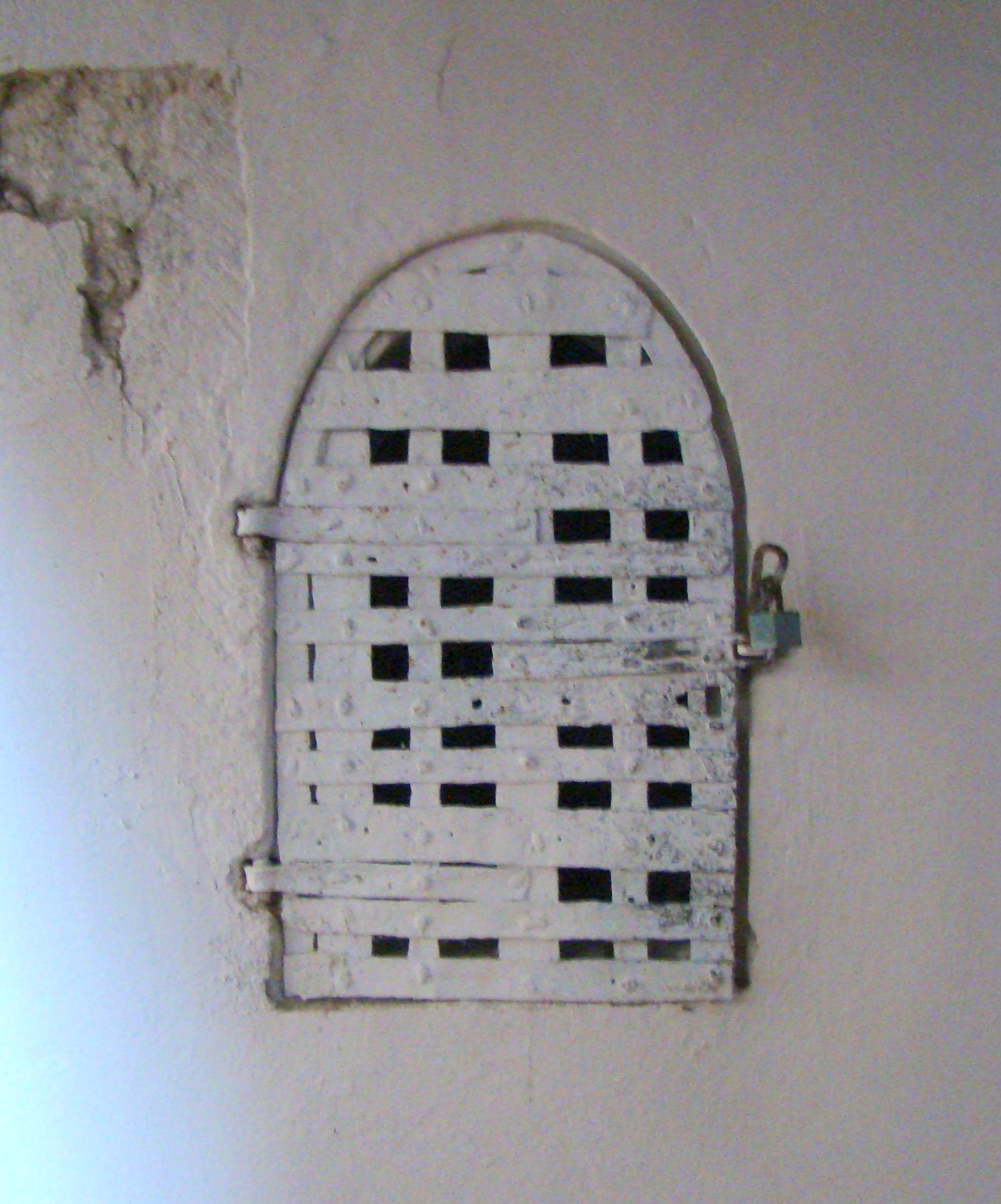
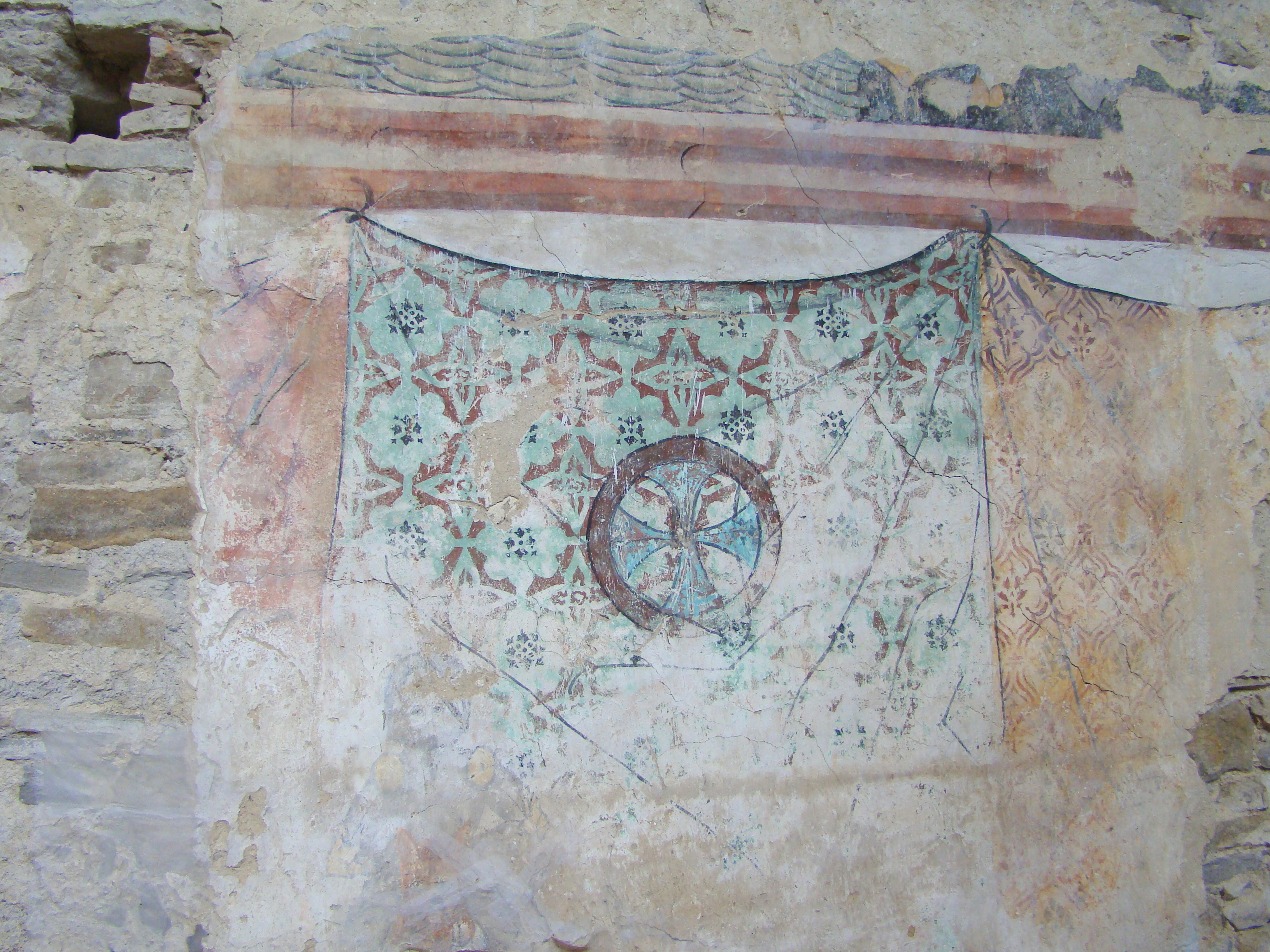
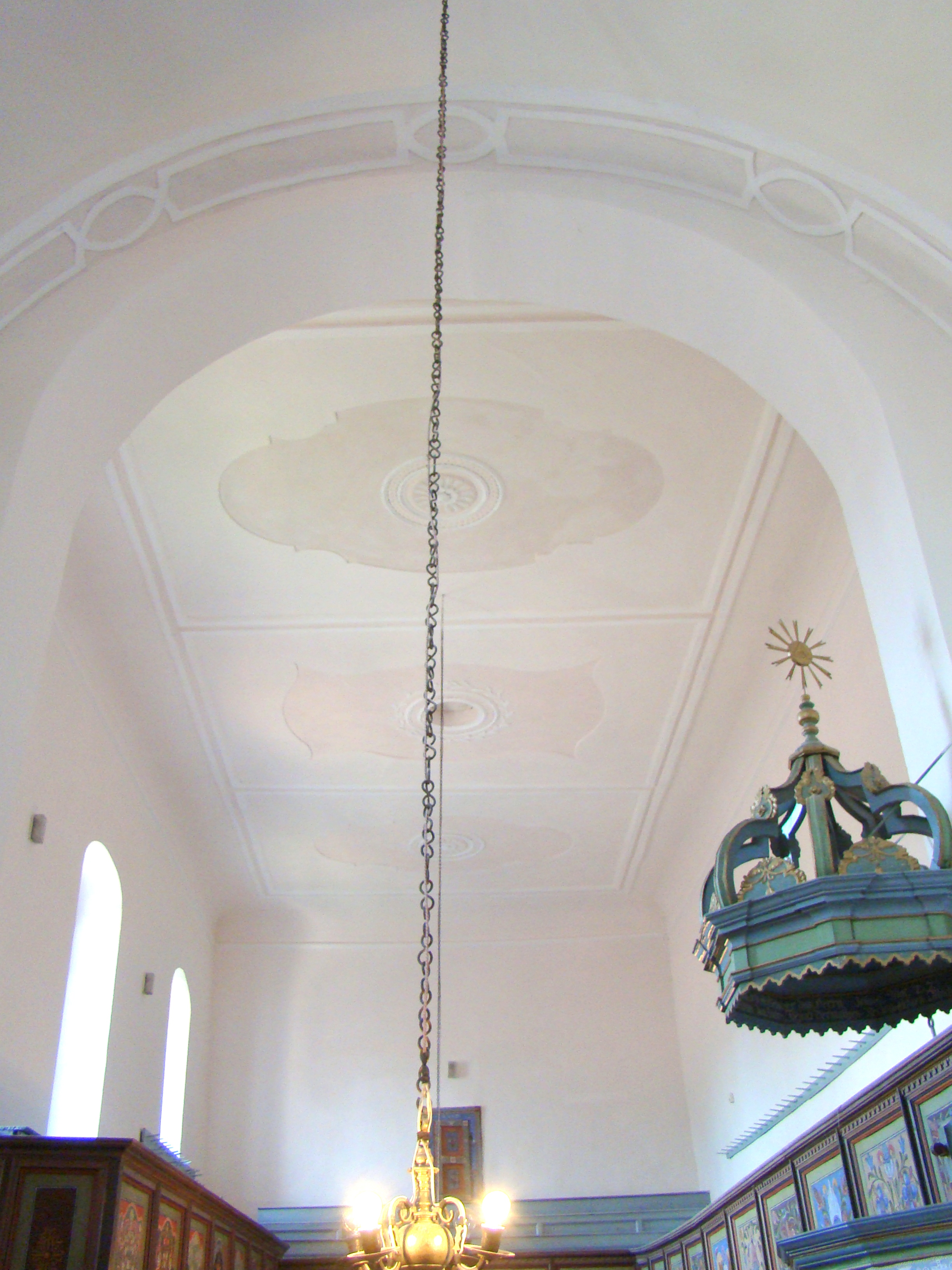
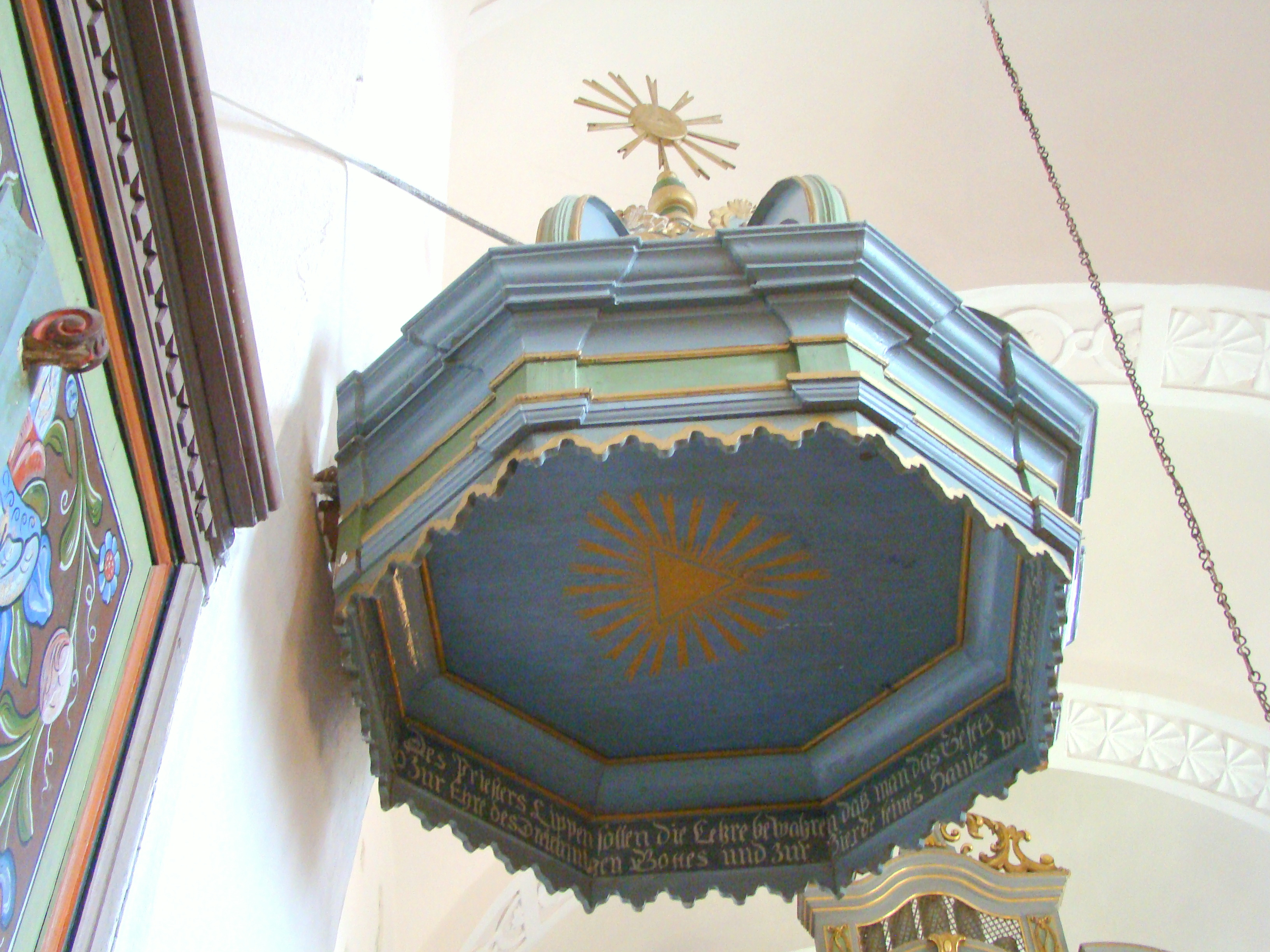
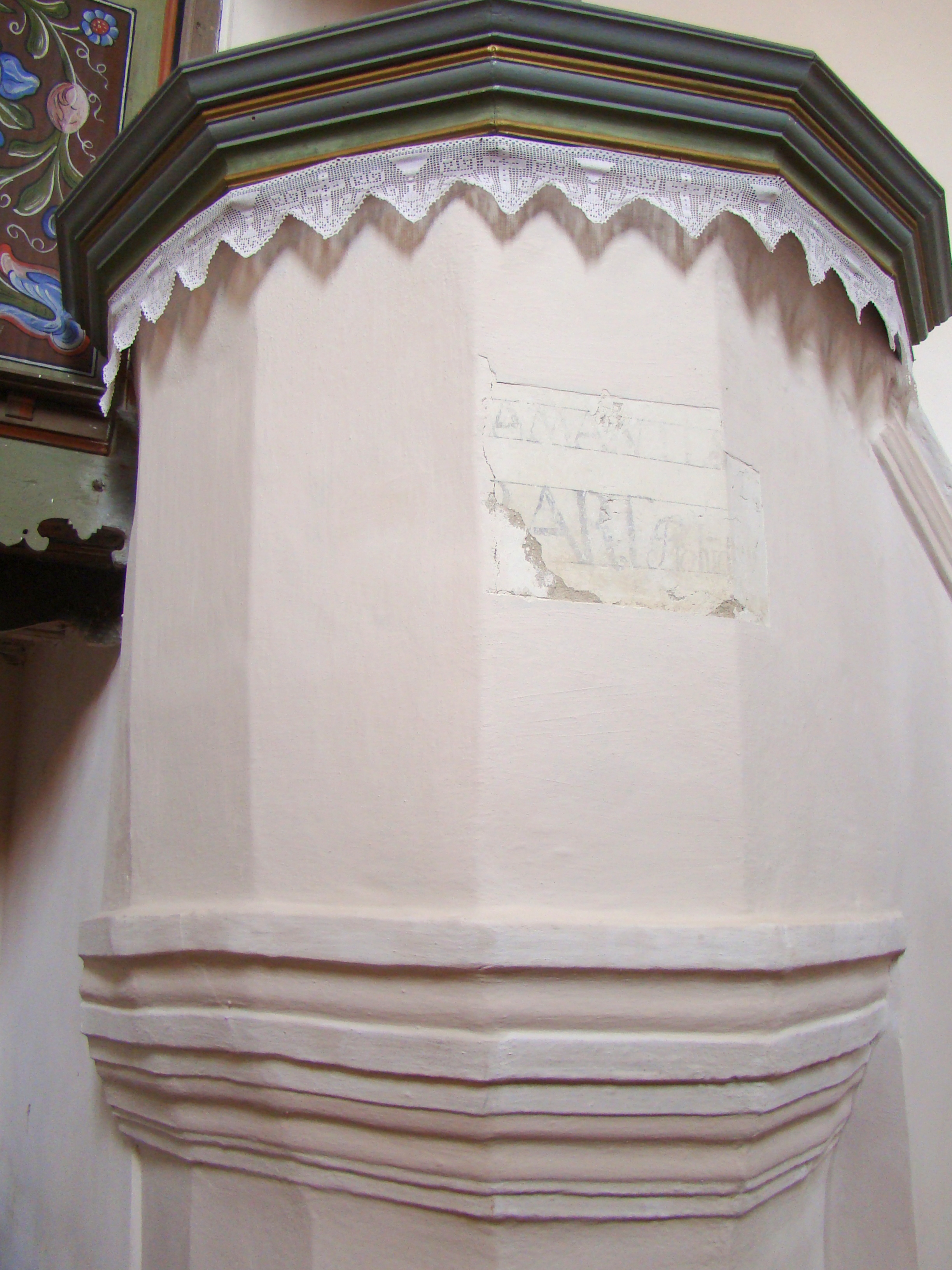
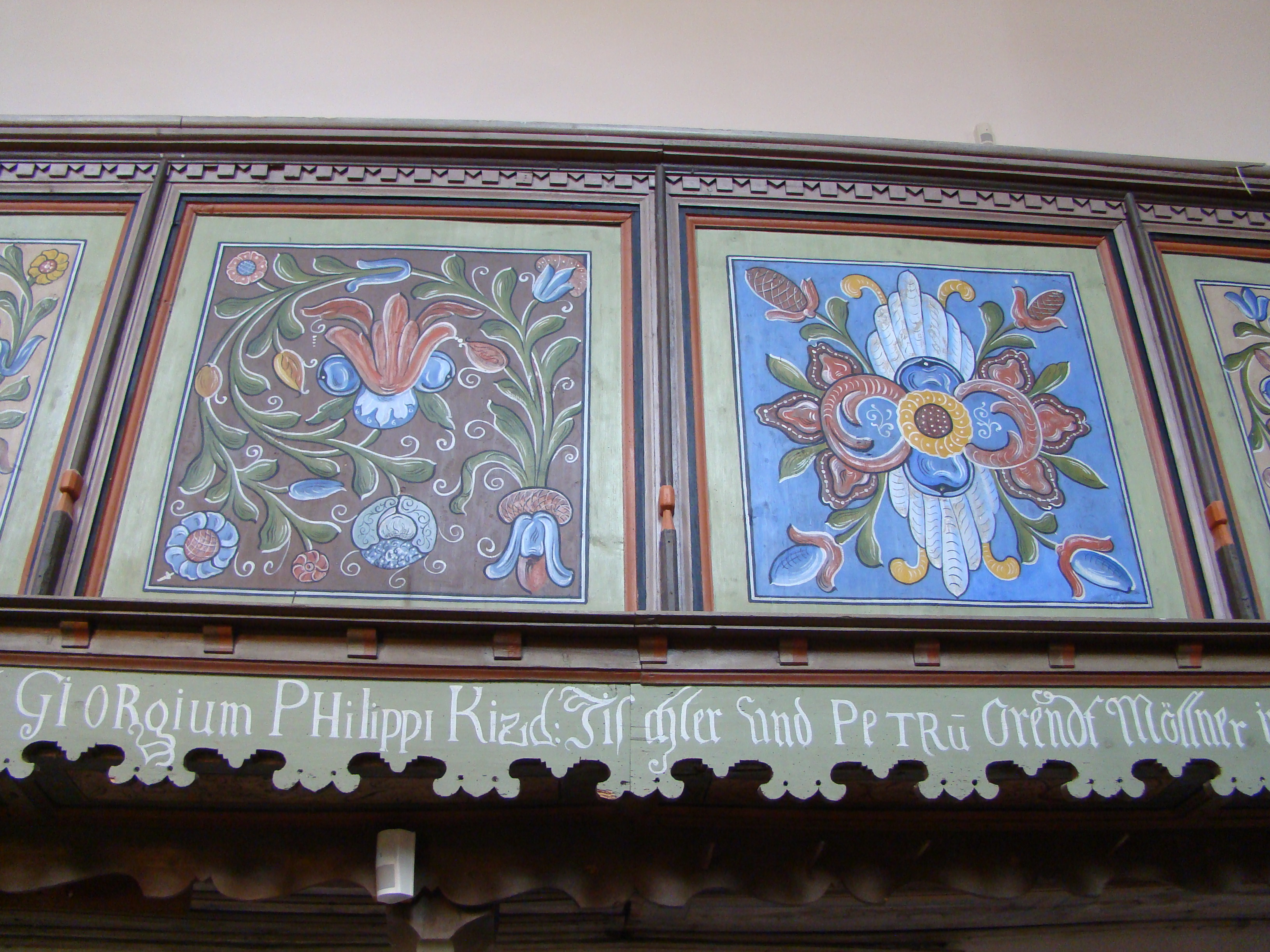
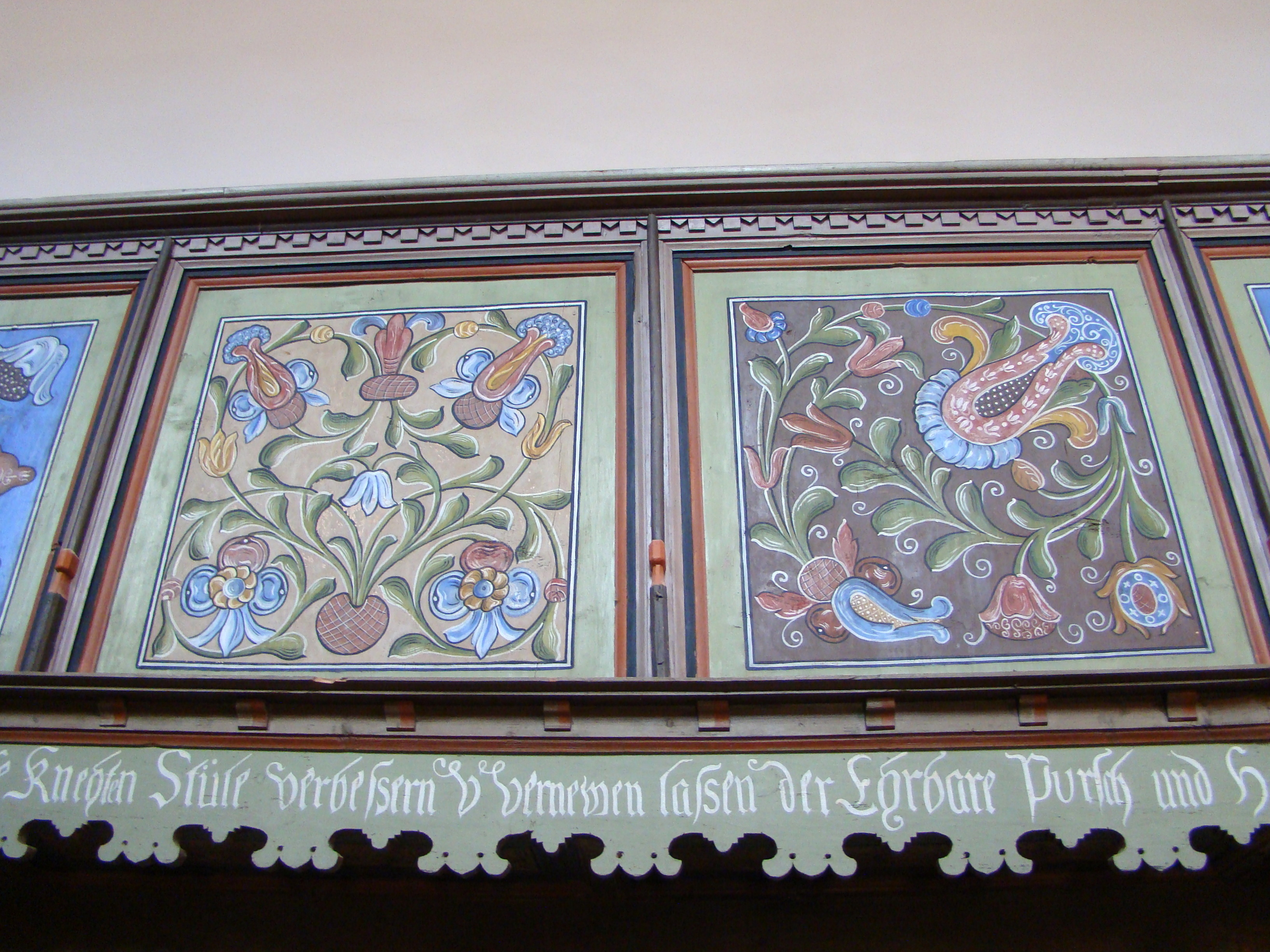
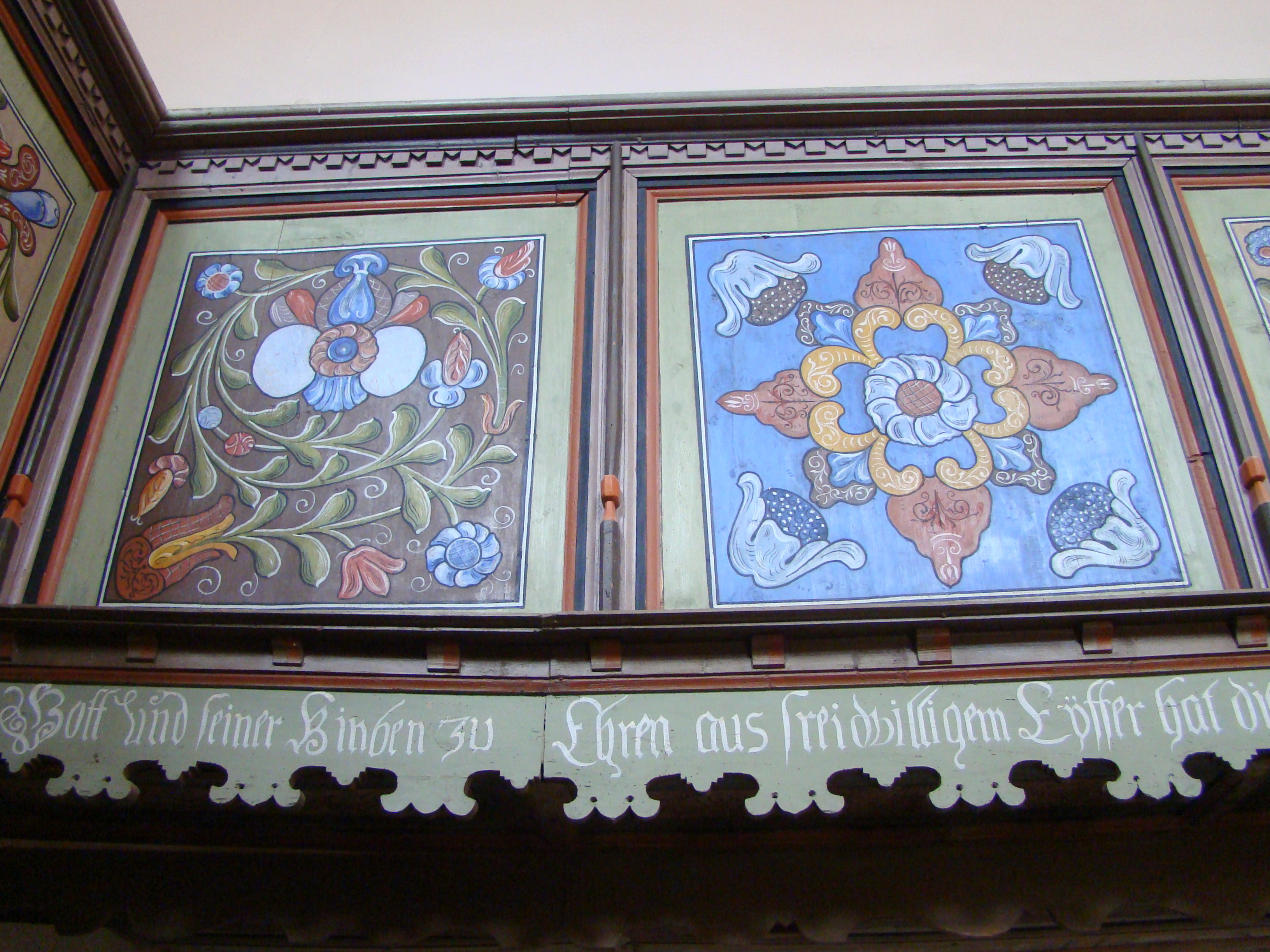
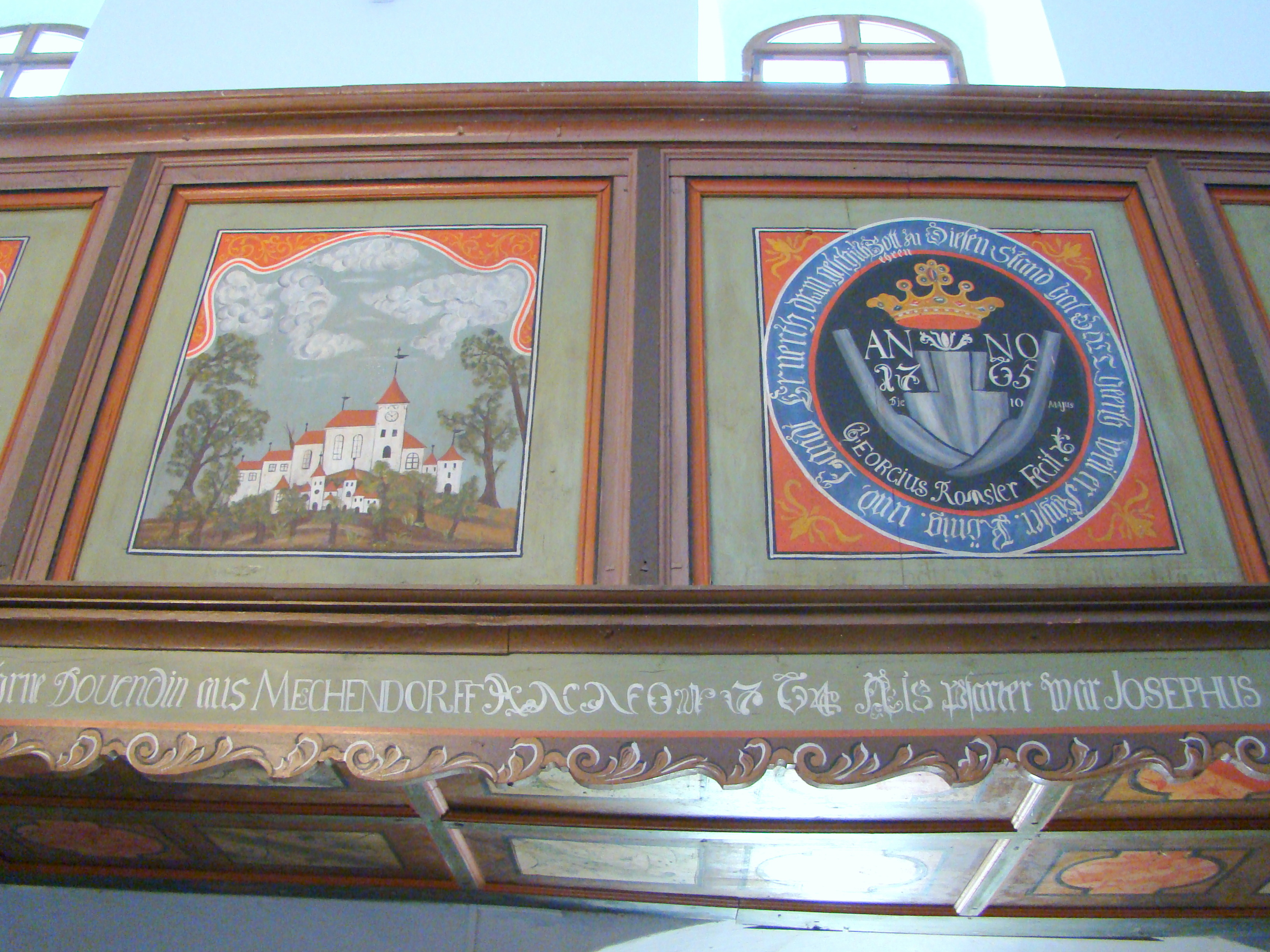
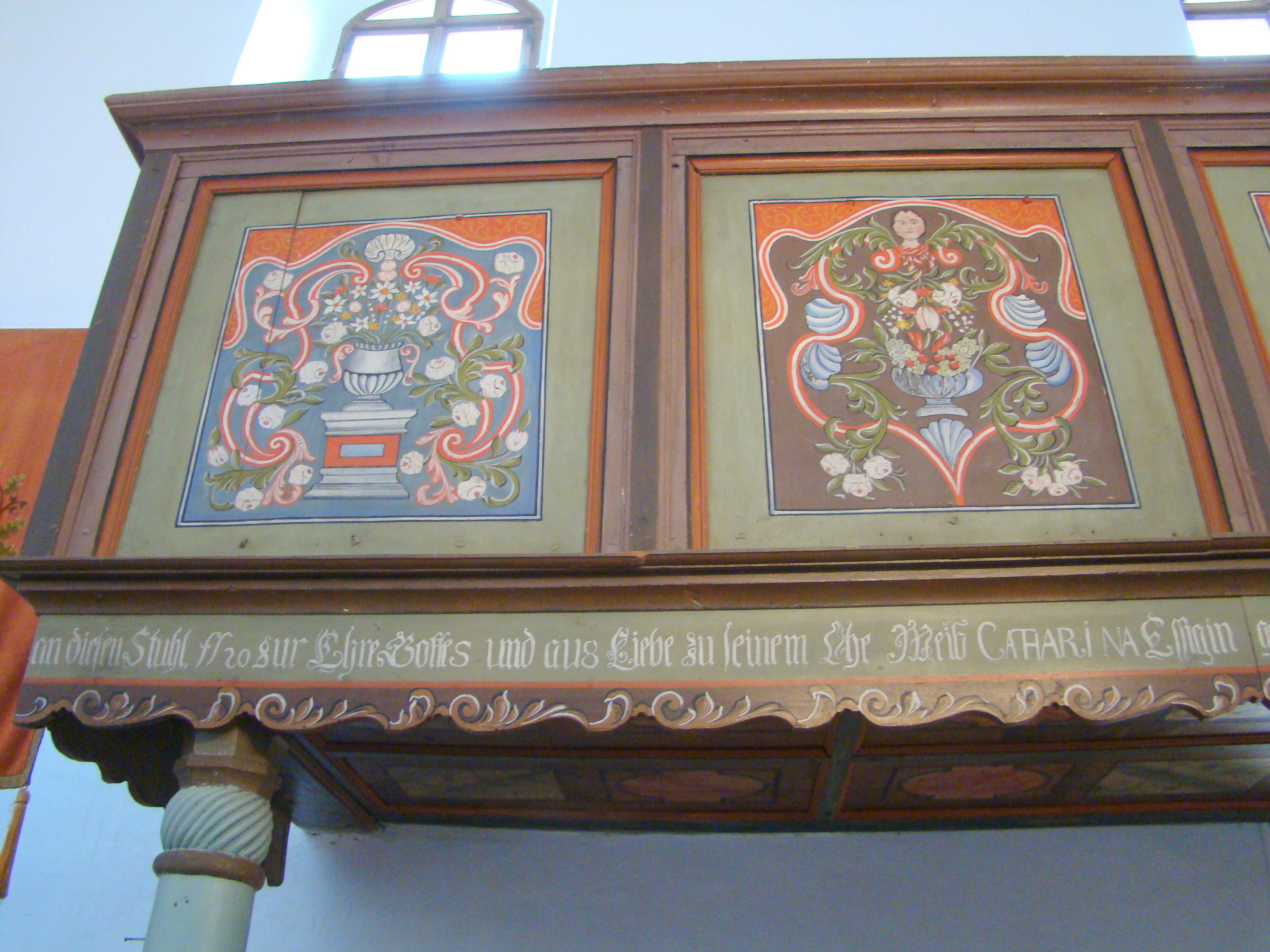
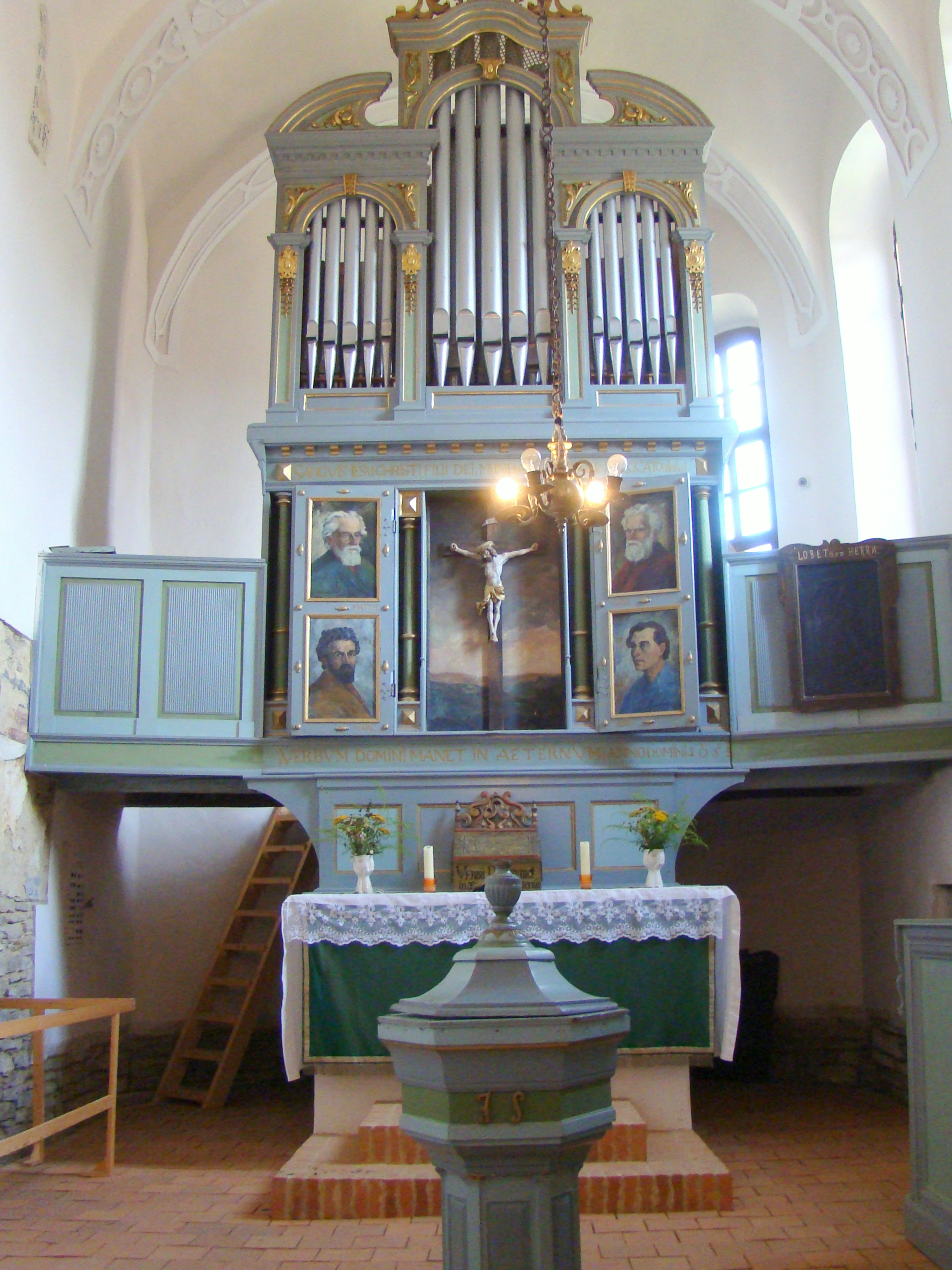
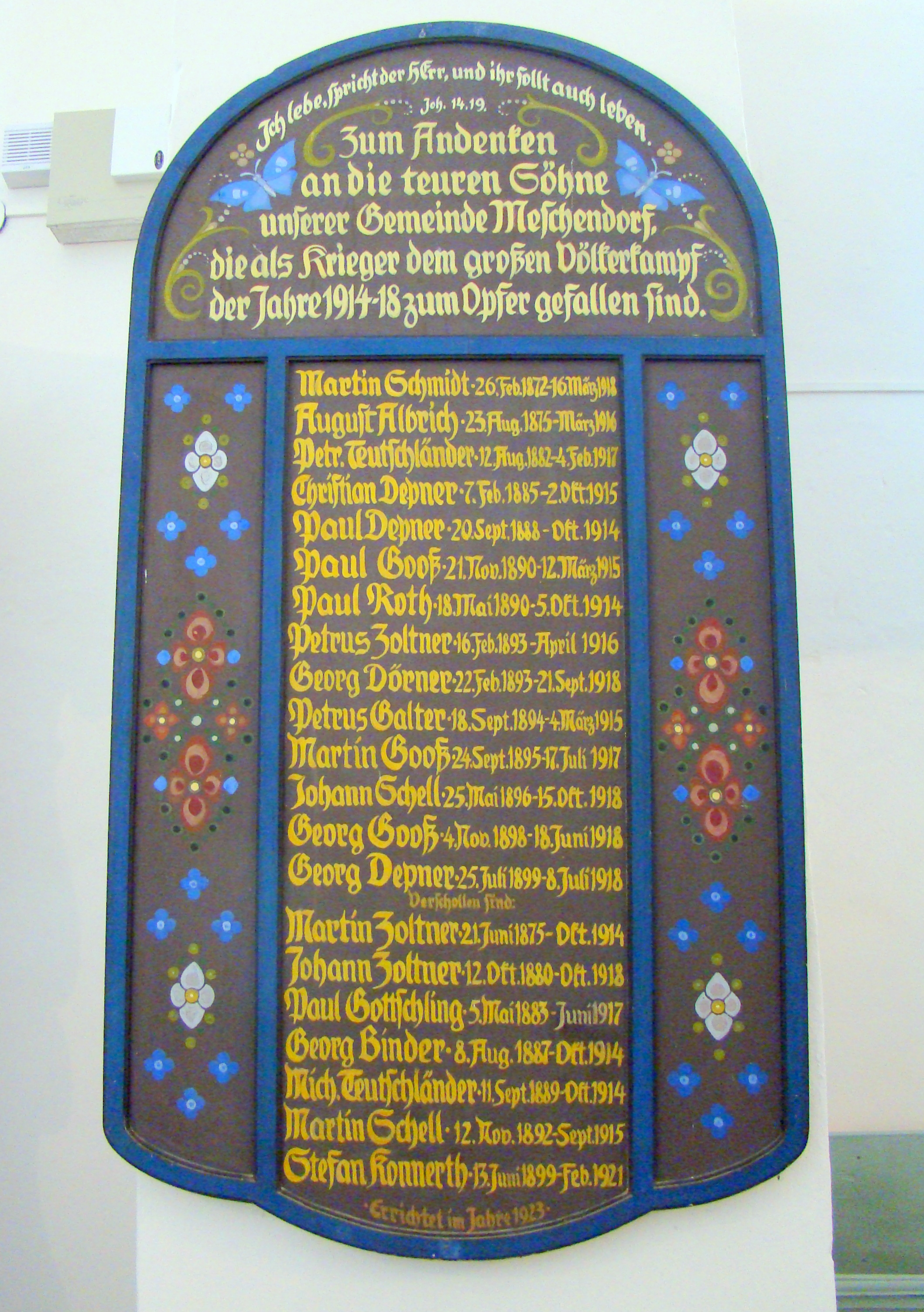
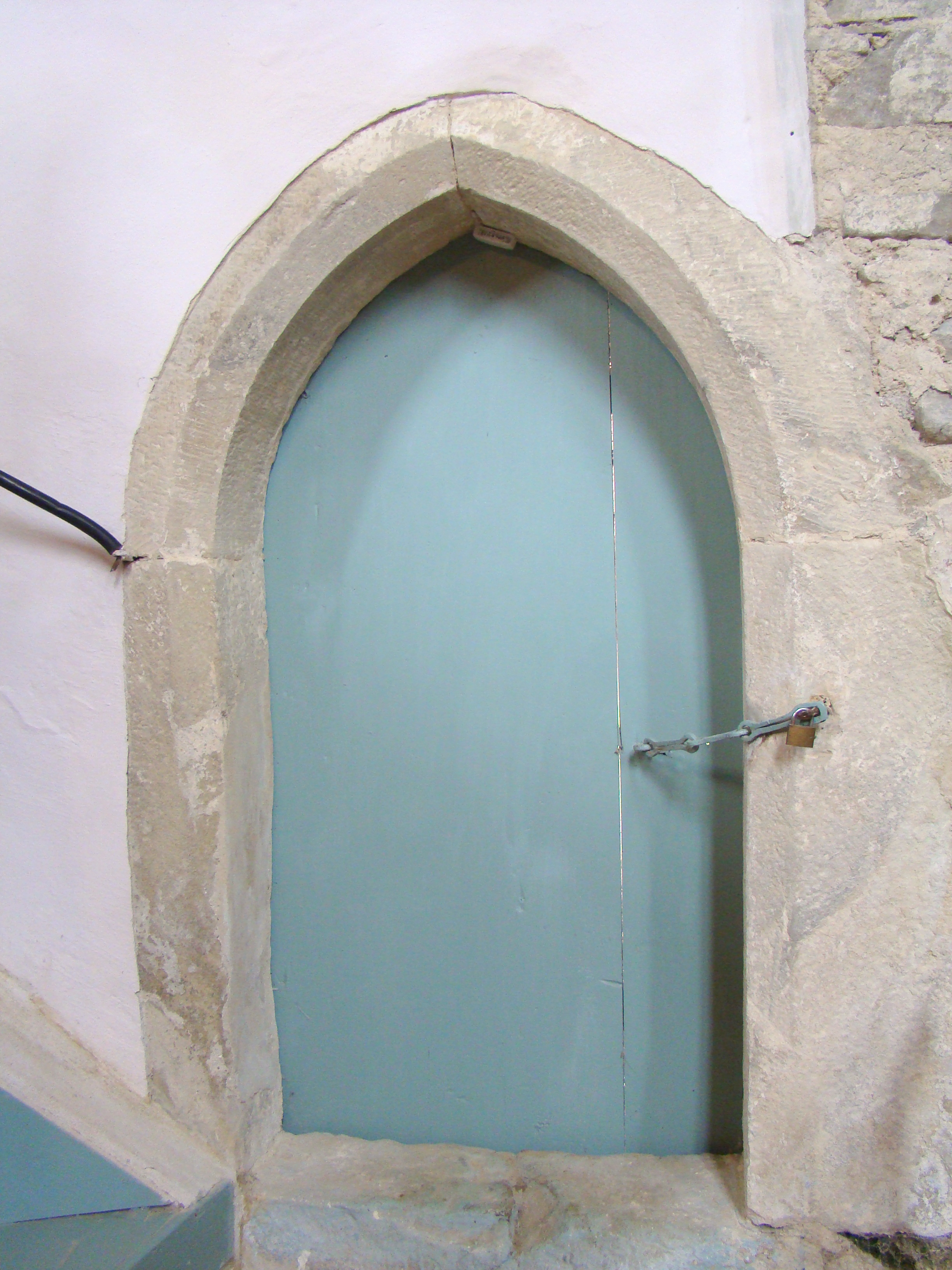
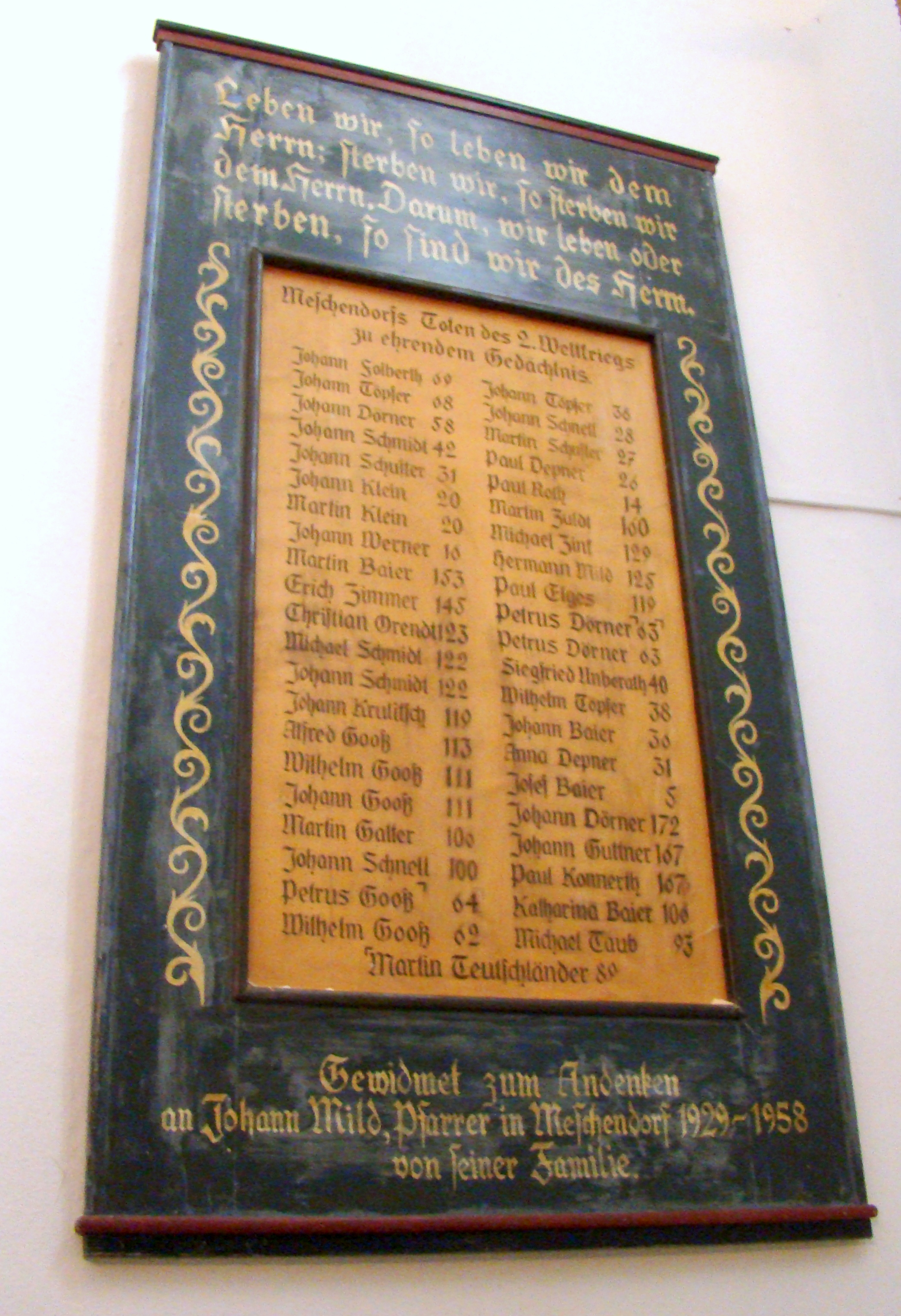
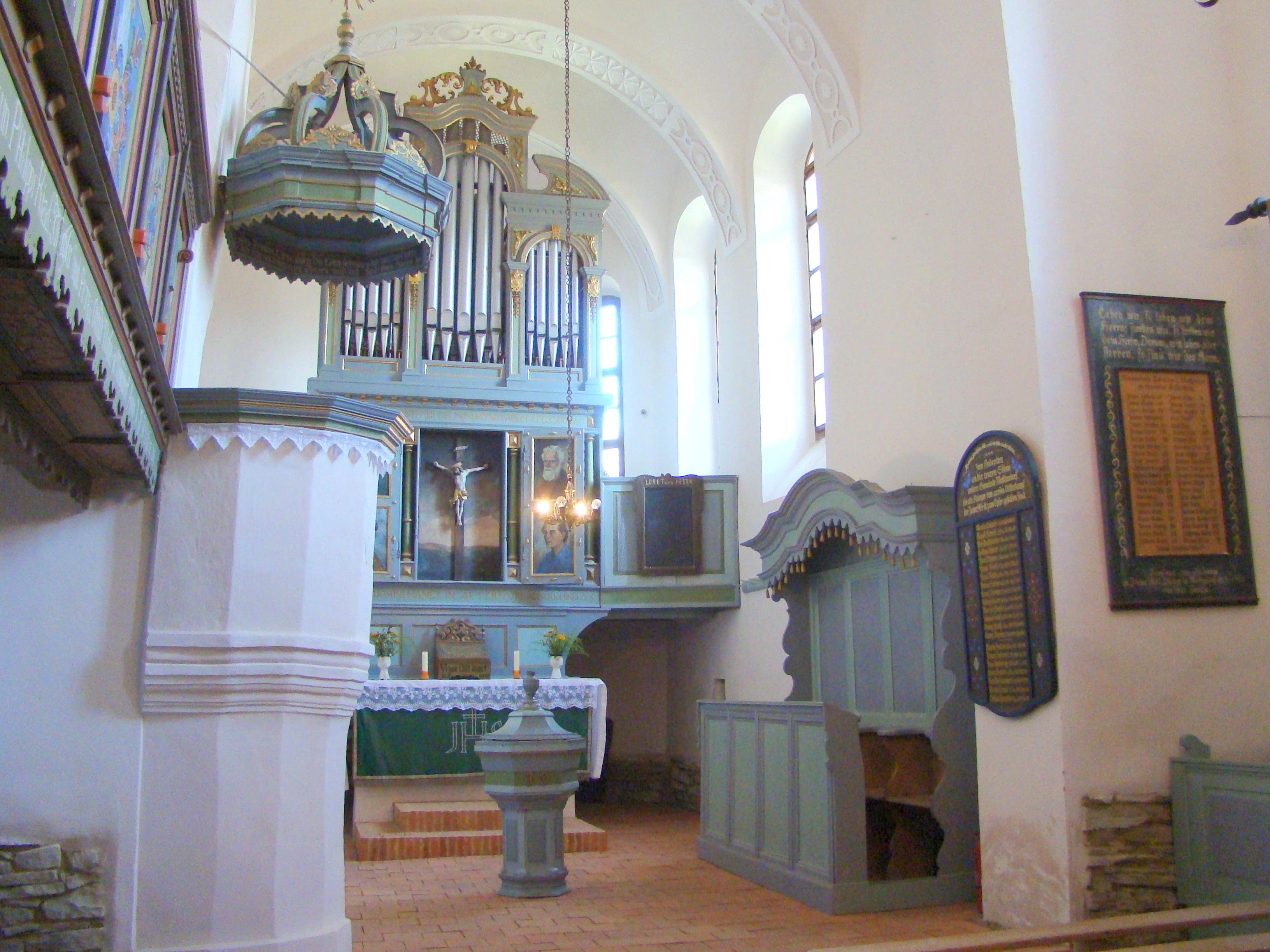
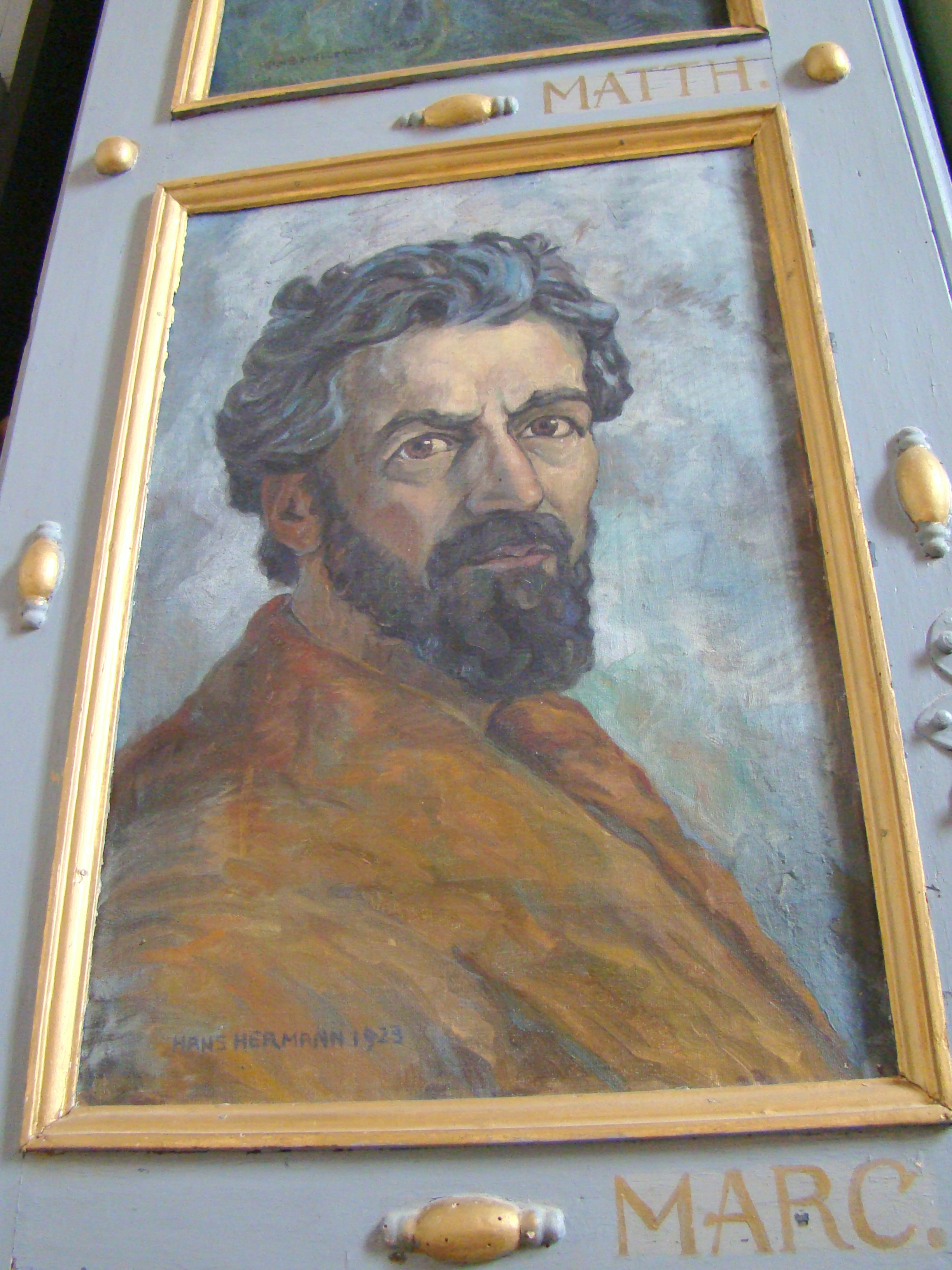
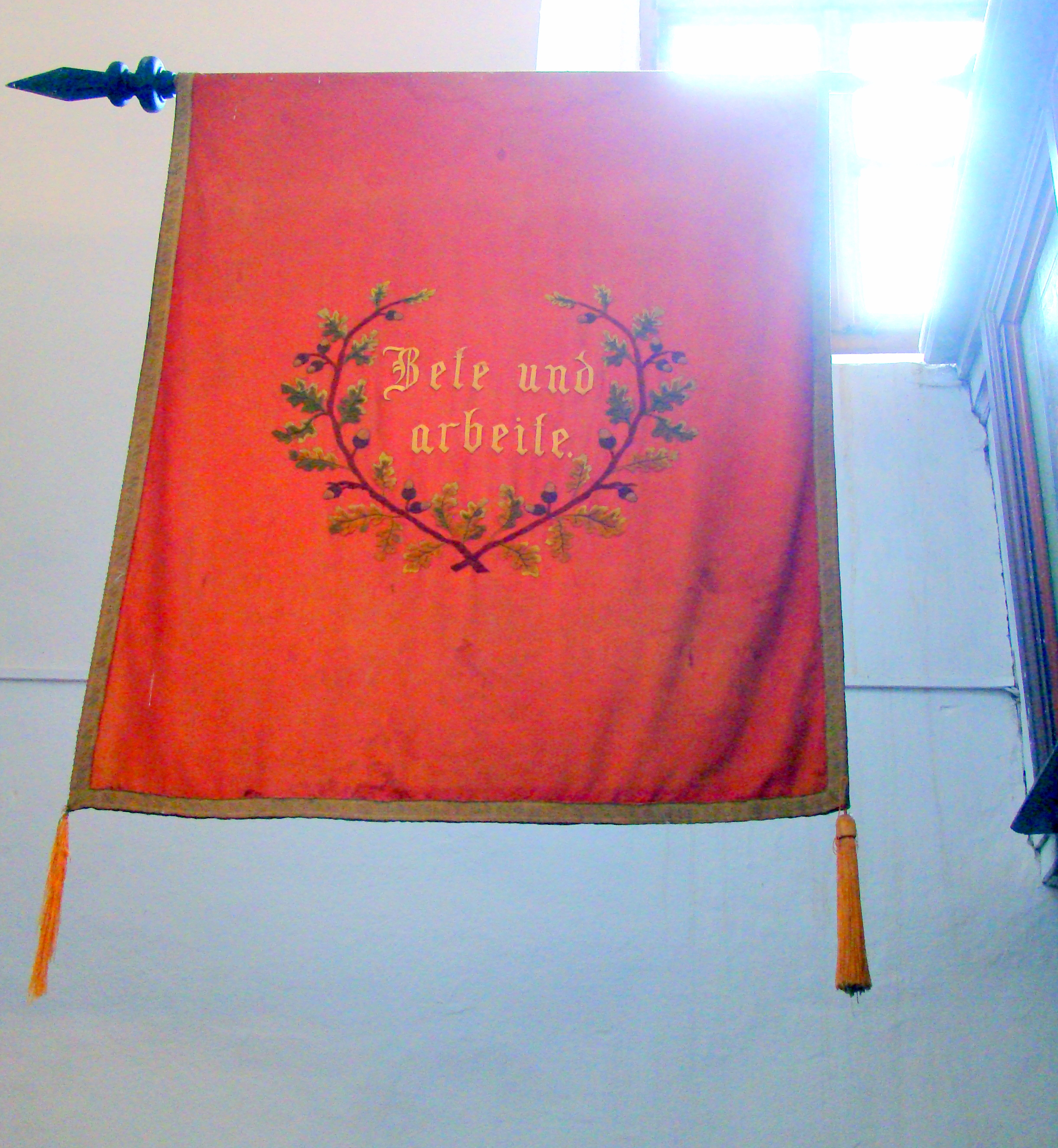
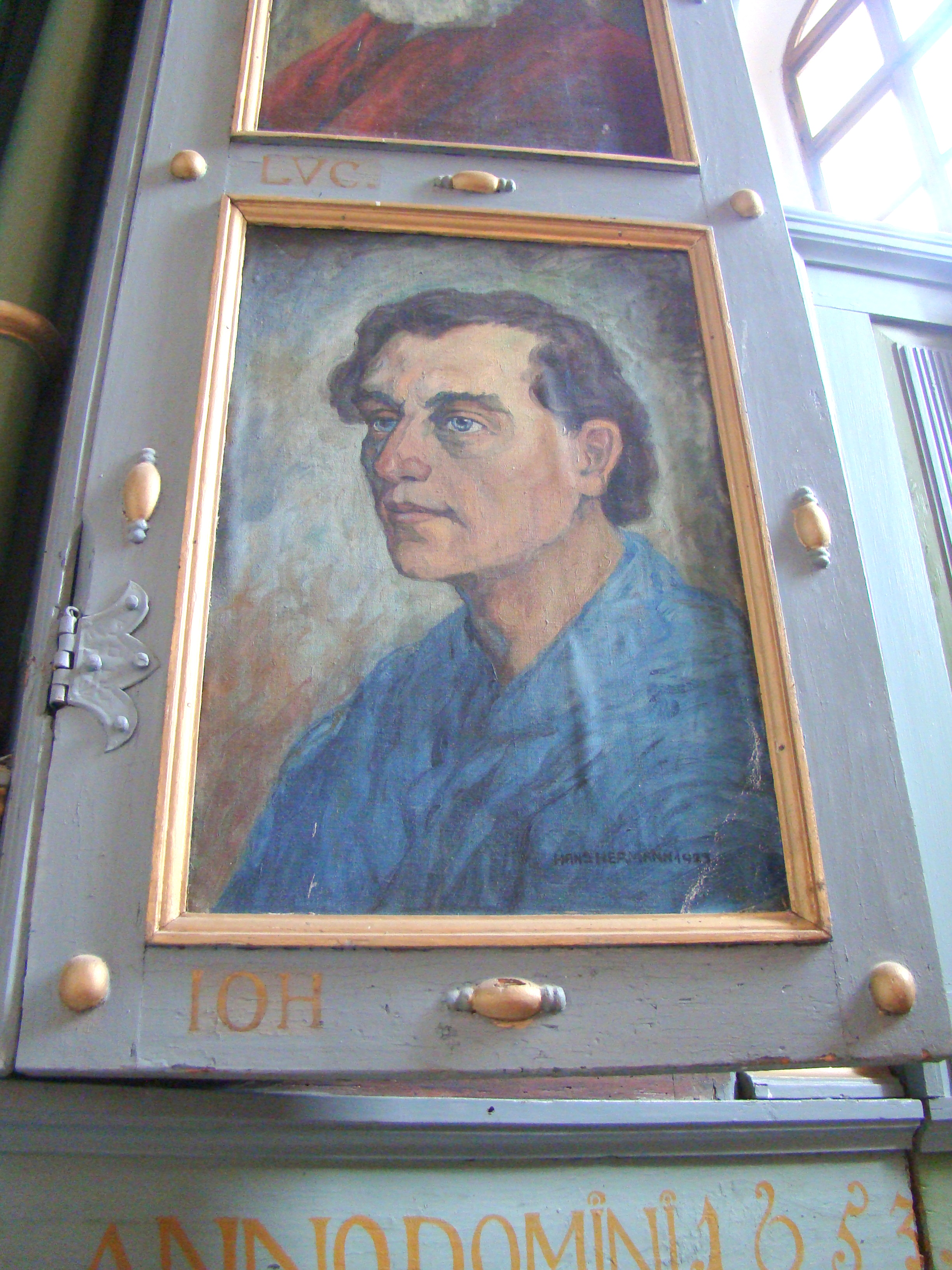
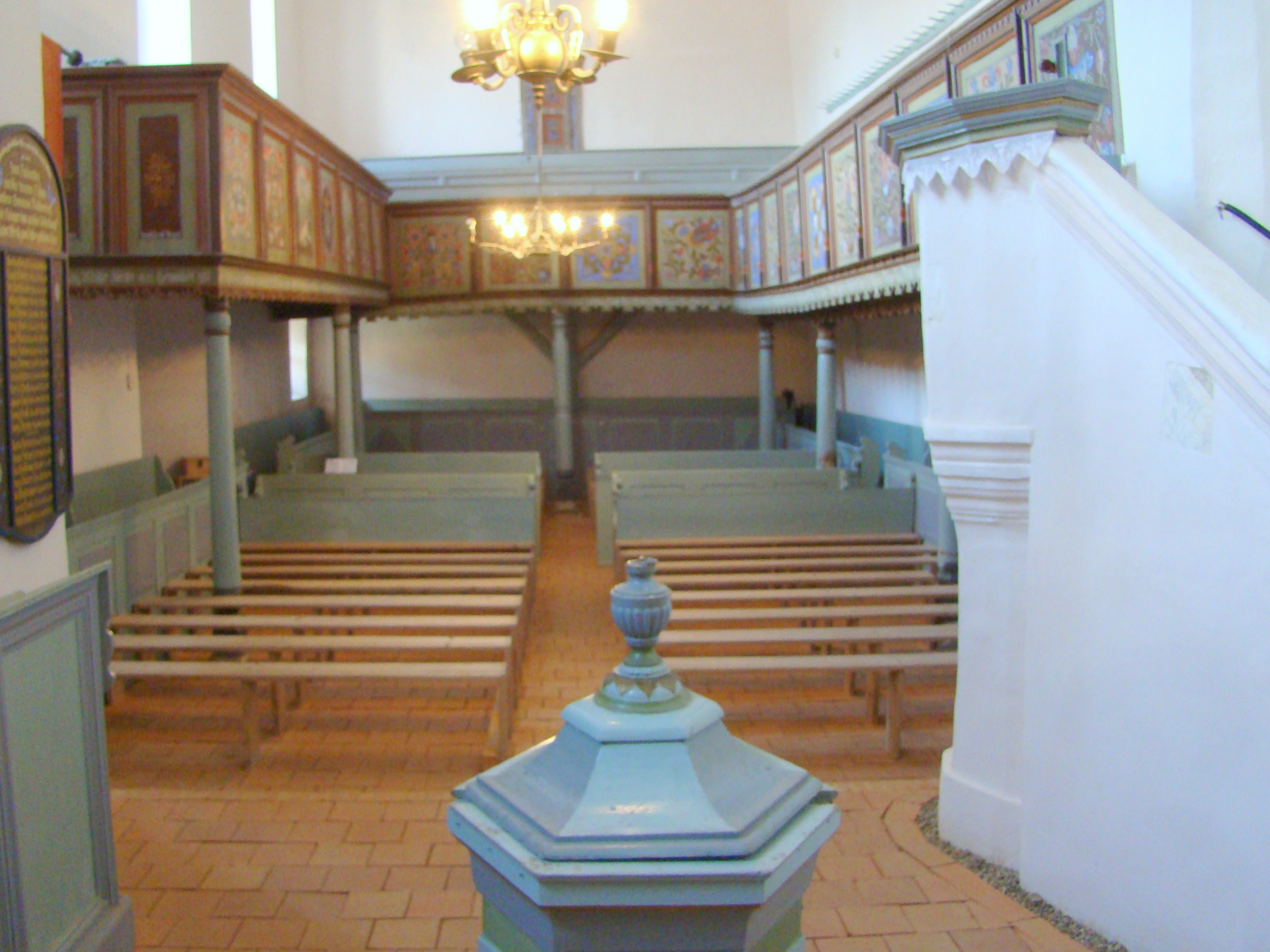
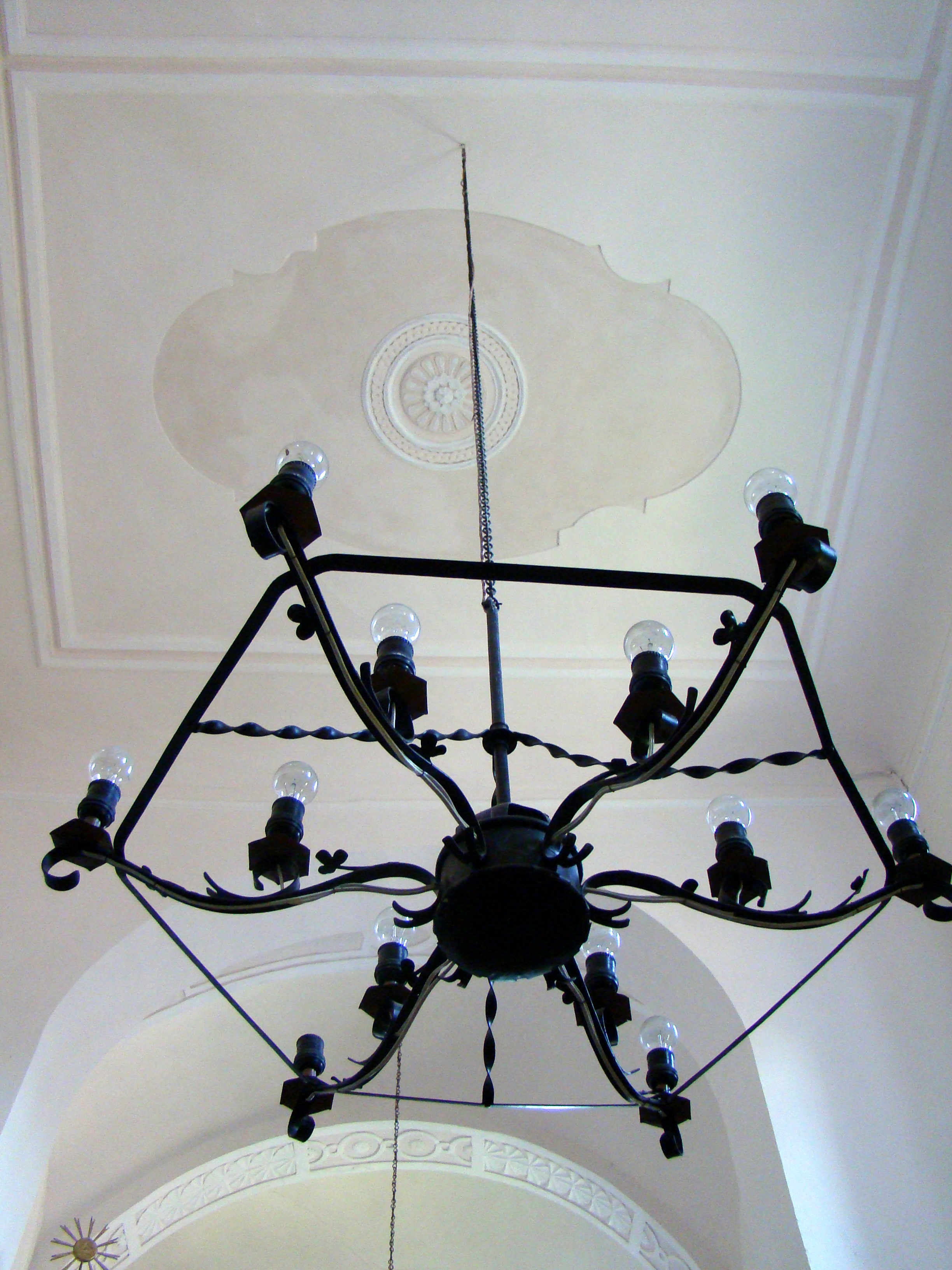
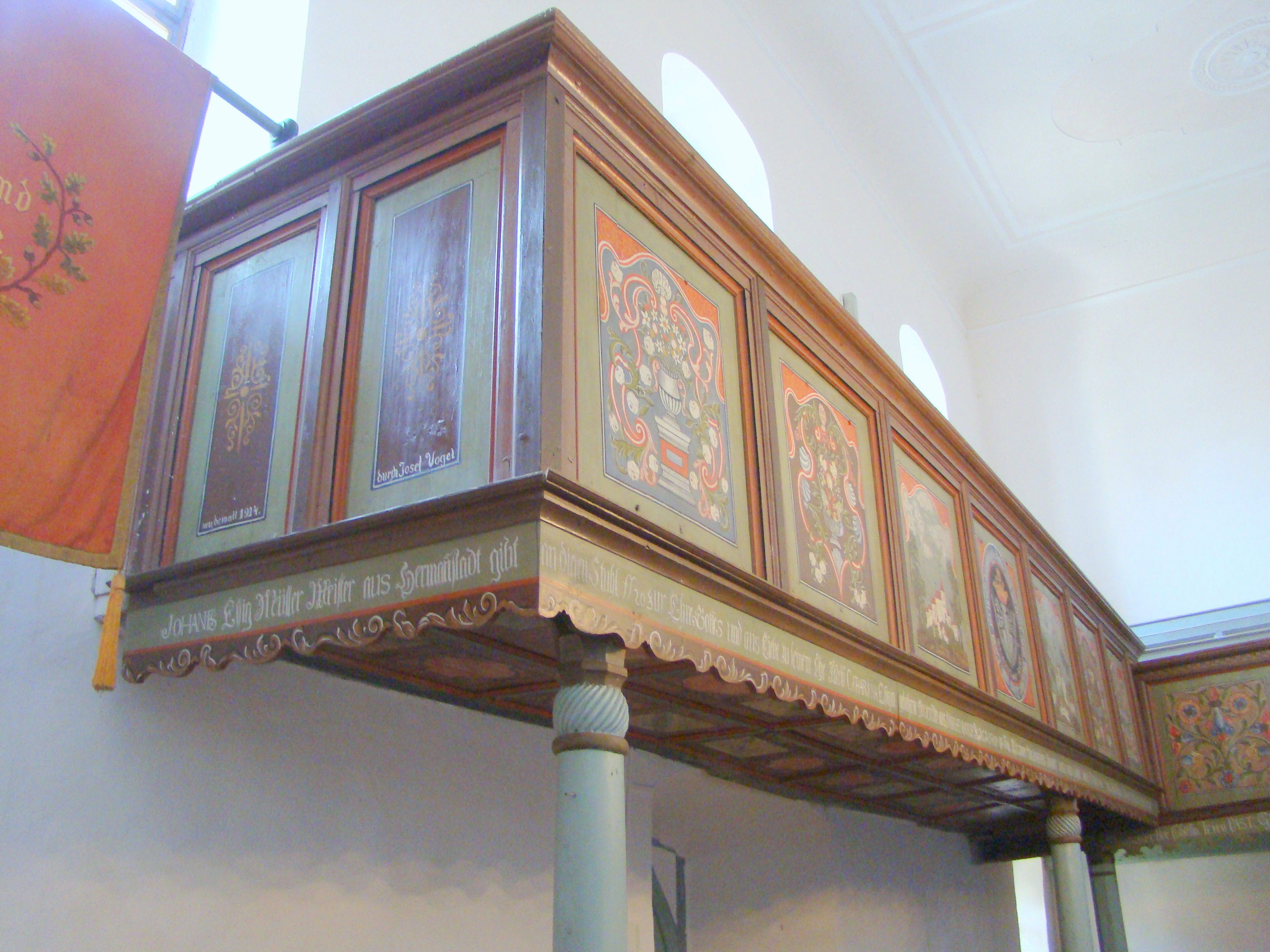
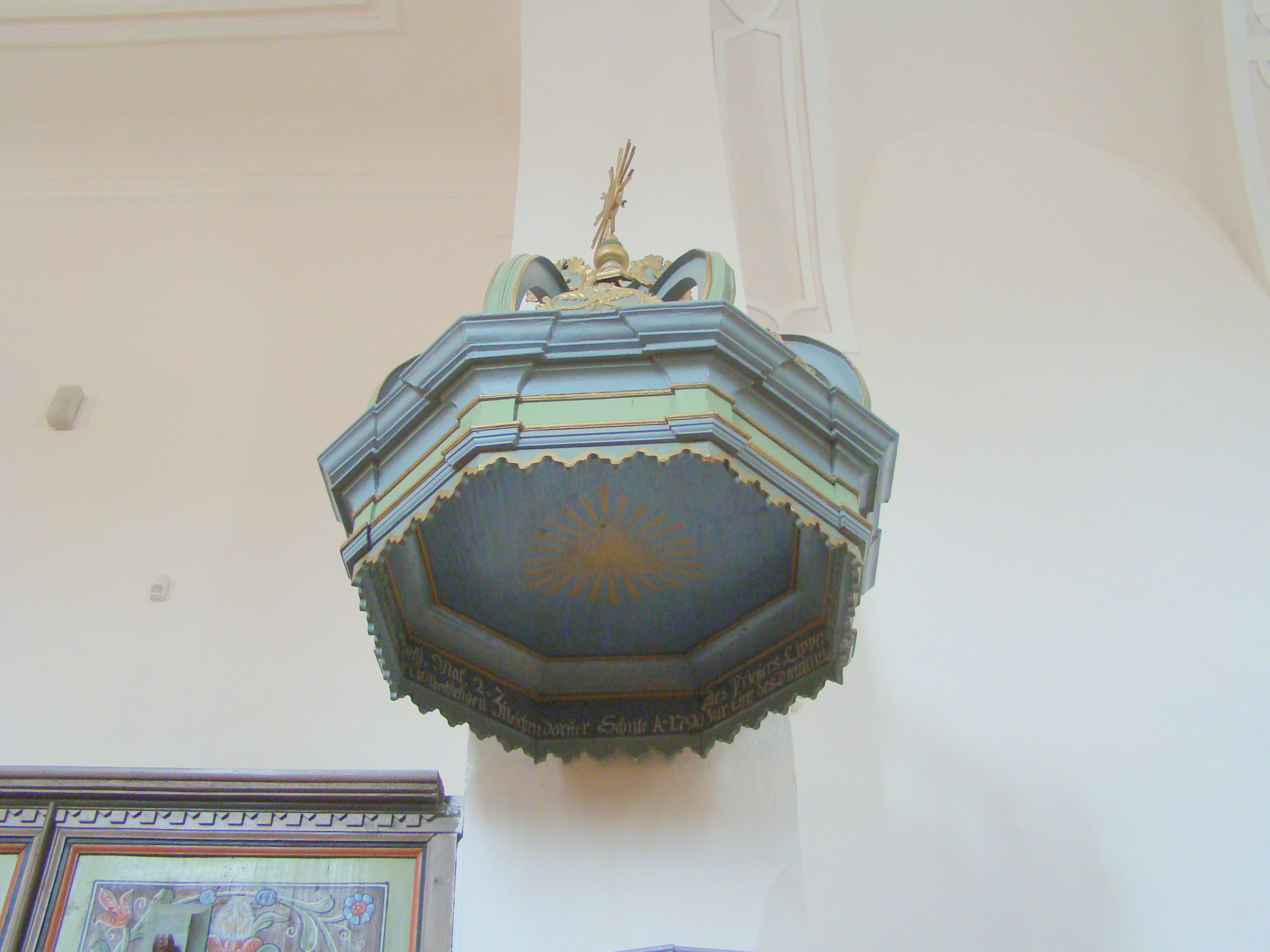
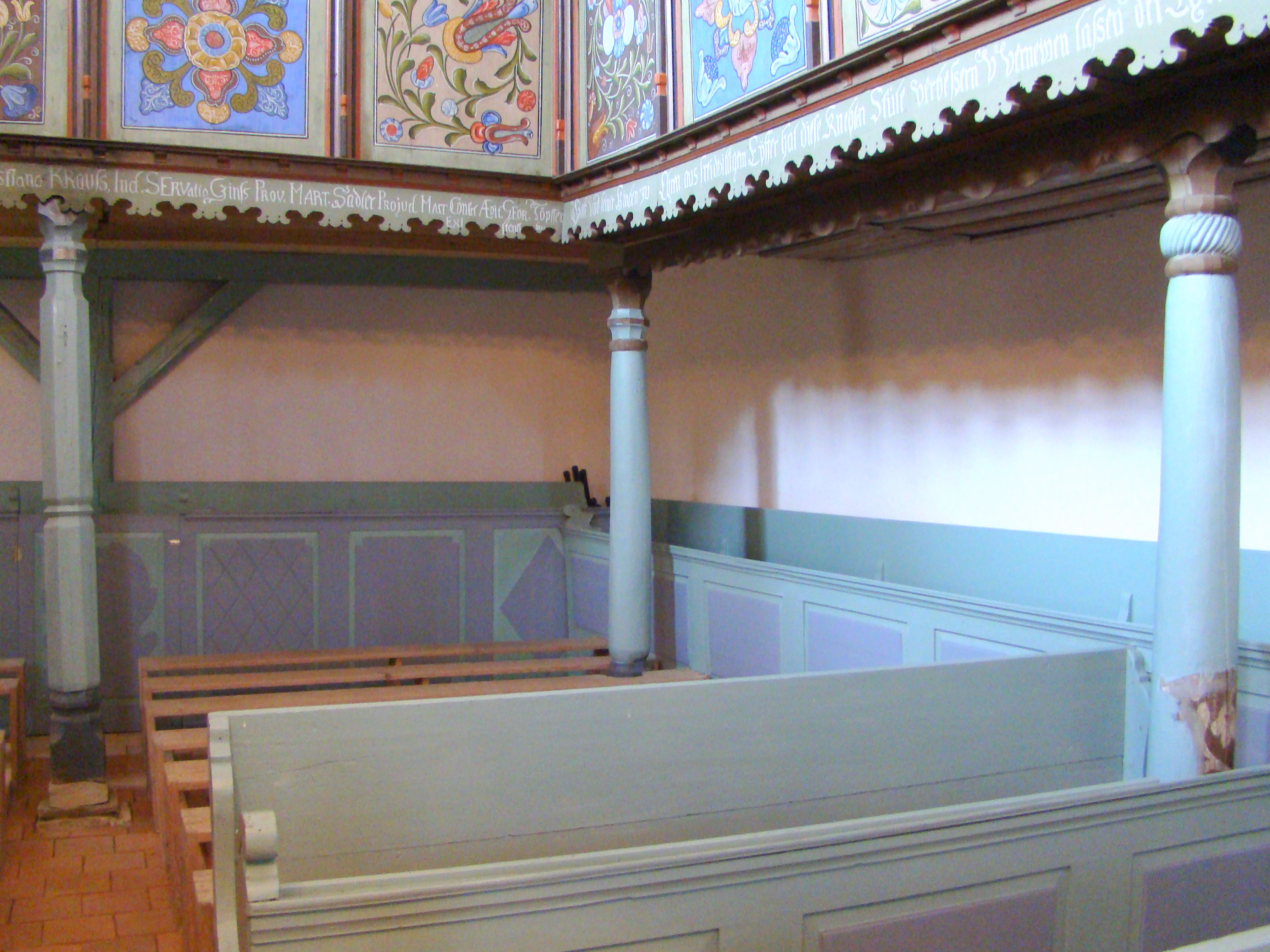
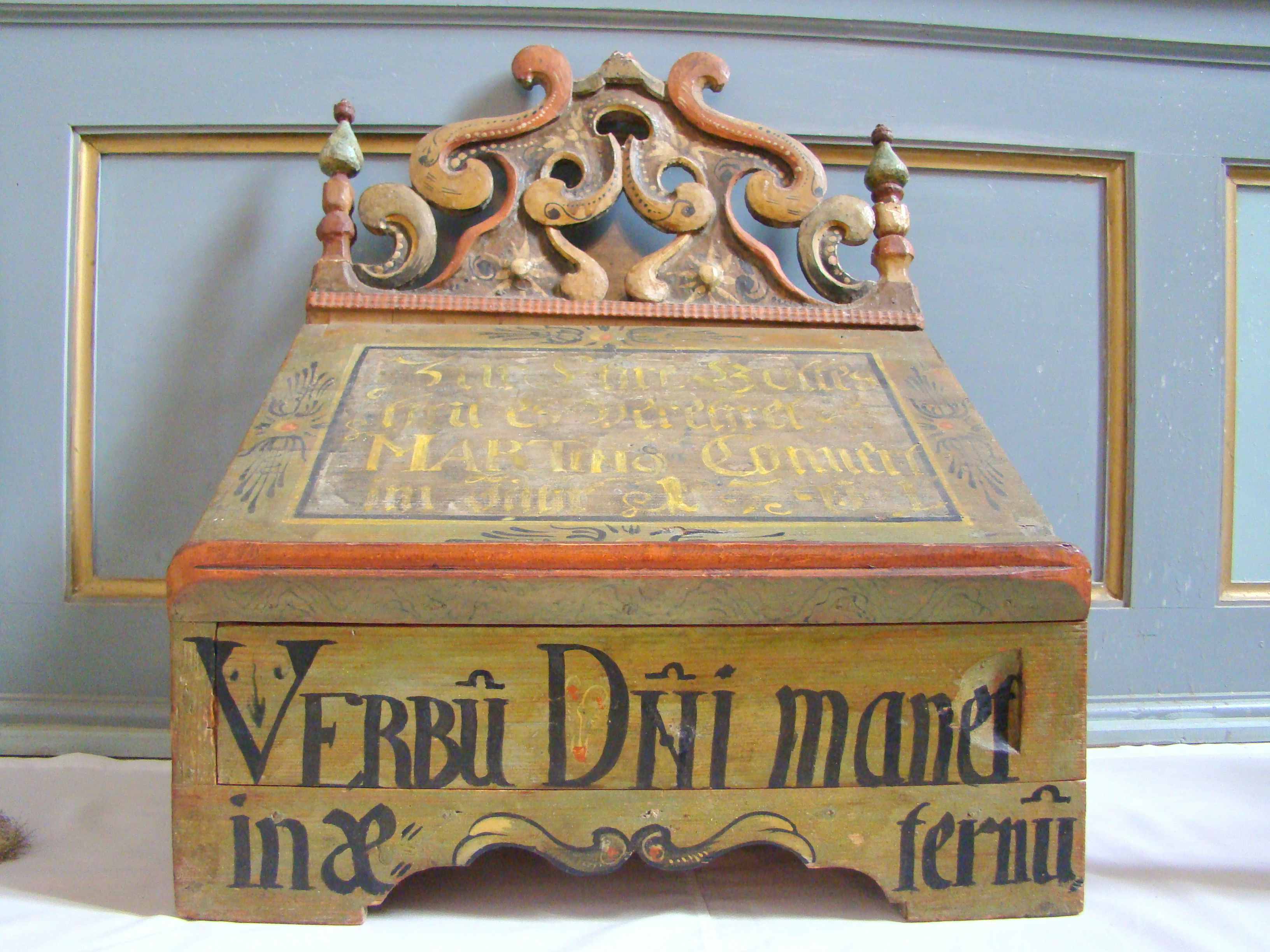
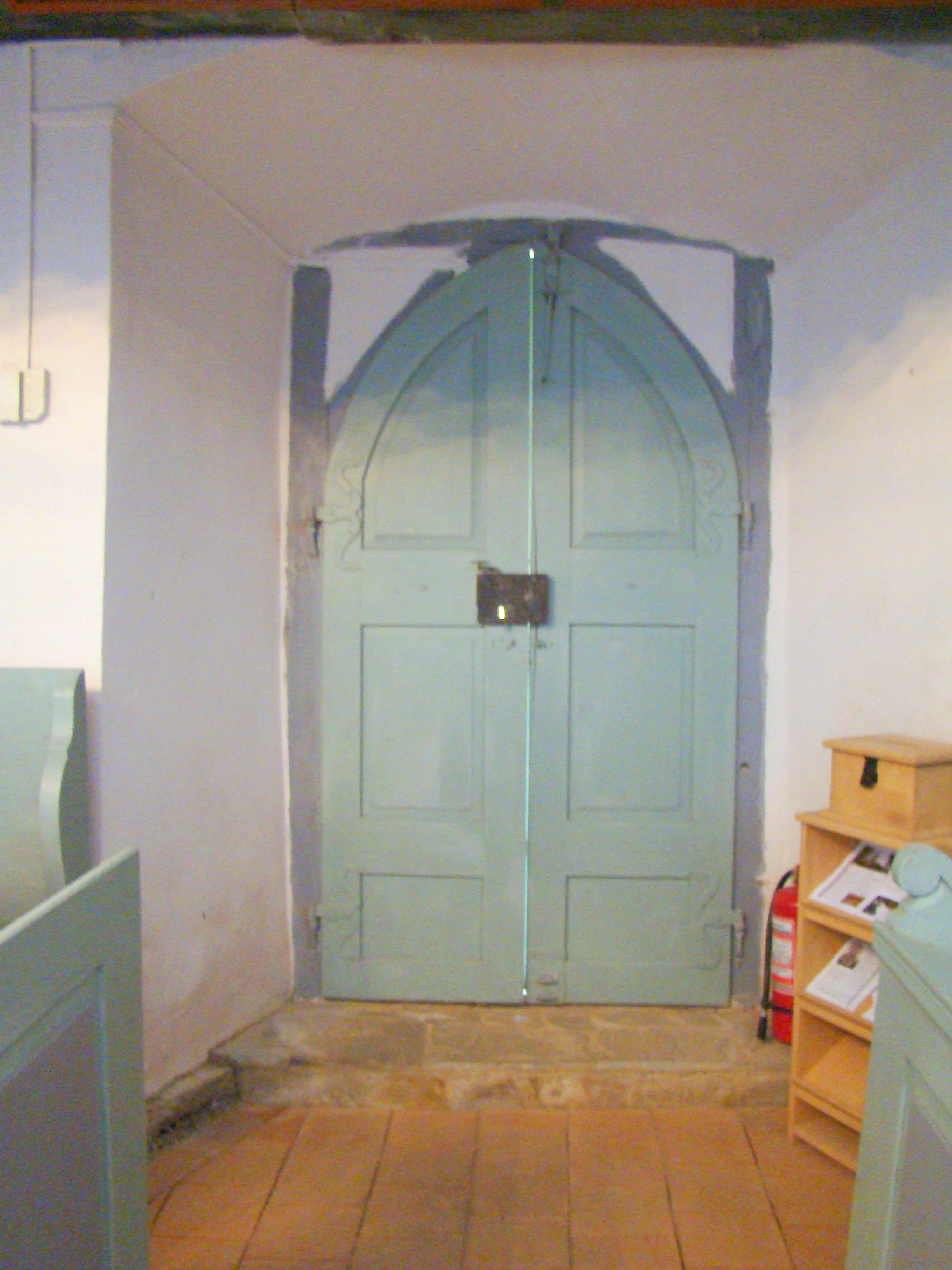

1. ↑  Orgeldatei der Evangelischen Kirche A.B. in Rumänien : Meschendorf / Meşendorf / Mese, Kronstadt / Braşov - Söhne WEGENSTEIN, orgeldatei.evang.ro